# A pápaság története
A pápaság története az apostoli kezdetektől napjainkig fogja át a pápák és a köréjük fonódott intézmény történetét. A római katolikus egyház tanítása alapján Jézus Krisztus alapította meg a pápaságot, áthagyományozva ezzel a legfőbb pásztori címet.
Nézetük szerint Péter apostol, azaz katolikus nevén Szent Péter lett az első pápa, amikor Jézus neki adta szimbolikusan a Mennyei Királyság „kulcsait”.
A katolikus tanítás szerint a mindenkori pápa Szent Péter utóda a római püspöki székben és az azzal összefüggő primátusban. Úgy vélik, hogy a pápaságról szóló doktrína bibliai megalapozottságú, ezért Szent Péter Jézus apostolai között elsőbbséget élvez. Mivel Szent Péter Rómában halt mártírhalált, azon a helyen építették ki a pápaság központját. A nézet alapján Róma mindenkori püspöke, egyben az egyetemes egyház vezetője a pápa.
A pápaság a világ egyik leghosszabban fennálló intézménye, és kiemelkedő szerepet játszott a kereszténység és az egész emberiség történelmében is. A 21. századi XIV. Leóig 308 pápa volt hatalmon, de közülük sokak legitimitása megkérdőjelezhető, mert vagy ellenpápaként, vagy egyéb okokból nem törvényesen kezdték meg pontifikátusukat.
A római püspökök egészen a 4. századig, Nagy Konstantin idejéig nem birtokoltak tényleges hatalmat. A történészek egybehangzó véleménye alapján a pápaság mint intézmény ez után kezdett kiformálódni. A kereszténység első három századában azért nem lehet még pápaságról beszélni, mert ekkor még ez a sajátos hatalmi képződmény nem létezett és a római püspökök történetéről is csak az episzkopális egyház létrejöttétől, a püspöki intézmény (szinódus) létezésétől kezdve beszélhetünk.

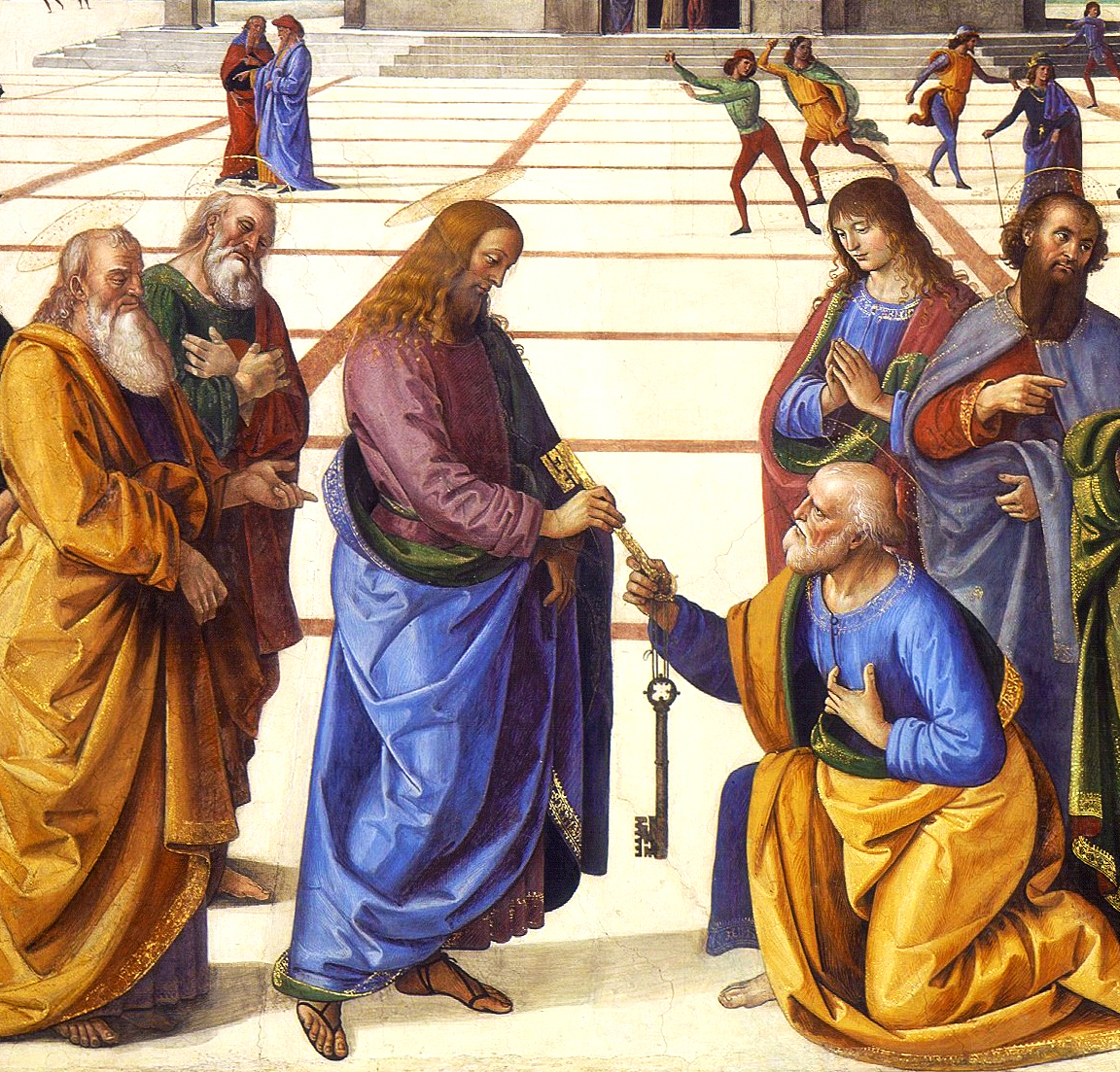
A Sixtus-kápolna A kulcsok átadása Péternek című freskójának részlete
(Pietro Perugino, 1481–1482):
Jézus átadja a mennyek országának kulcsát, amely – a katolikus értelmezés alapján – a teljhatalmat jelenti Isten házának kormányzására.
Nézetük szerint Szent Péter lett az első pápa azzal, hogy Jézus neki adta ezeket a „kulcsokat”. A mindenkori pápát az ő utódjaként tekintik, az azzal összefüggő primátusban

A vallástudomány sokat vitatott kérdése, hogy milyen körülmények vezethettek az egyház kialakulásához. A szilárd egyházi formák megjelenése némely vonatkozásban egy következetes fejlődés eredménye, melynek kezdeményei visszavezethetők az apostoli korig, noha egyúttal teljes szakítást jelent az őskereszténységgel. (ld. még: páli fordulat)

## Őskeresztény kor
Jézus tanítványokat gyűjtött maga köré, akik közül 12 apostolt kiválasztott, és különleges hatalommal ruházott fel, hogy különleges feladataikat teljesíteni tudják. Meghagyta nekik, hogy Istentől kapott tekintéllyel vezessék a híveket és minden népnek hirdessék az evangéliumot. Azt tanította a tanítványainak, hogy egyikük se helyezze magát a többiek fölé:
„Ha valaki első akar lenni, legyen mindenki között az utolsó és mindenki szolgája”
Ne hívassátok magatokat rabbinak, mert egy a ti Tanítótok, ti pedig mind testvérek vagytok. Atyátoknak se hívjatok senkit a földön, mert egy a ti Atyátok, a mennyei. Ne hívassátok magatokat mesternek se, mert egy a ti Mesteretek, a Krisztus.
Az apostoli korban (1. század) Jézus tanításának megfelelően a hívők között nem volt különbség, mindenki egyenrangú volt. Pál, a „13. apostol” ezt így fogalmazta meg:
„Nincs zsidó, sem görög; nincs szolga, sem szabad; nincs férfi, sem nő; mert ti mindnyájan egyek vagytok a Krisztus Jézusban.”
A gyülekezetek szociális helyzetével állt összefüggésben a közösségek belső demokratizmusa. Így az első keresztények között nem voltak klerikusok és laikusok, nem voltak tisztviselők, a hívők nem gondoltak valamiféle szilárd szervezeti keret létrehozására, mert igen közelinek vélték a világ végét. A világi javakról és hatalomról lemondó, egyszerű, istenfélő, erkölcsös, testvéries életet éltek.
A tanítványok vagy apostolok megnevezés helyére ilyen megjelölések léptek: szentek, a szegények, Isten kiválasztottai, a testvérek. A tizenkét apostol közül a legtöbben eltűntek a történelemből, csak Péter, János és Jakab, majd Pál az, akiknek nem csak a nevéről tudunk. A 12 apostolról szóló legendák a 2. századtól tűntek fel. Péter és Pál római találkozásának legendája a keresztény irányzatok egyesítésének jelképe.

### Szent Péter
A katolikus hagyomány Péternek és utódainak az elsőbbségét az apostolok, illetve a püspökök között az Újszövetségi Szentírás olyan szövegeiből vezetik le, mint például Máté evangéliuma alapján Jézus szavaival:
„Te Péter vagy és én erre a sziklára fogom építeni egyházamat, és ezen az alvilág erői nem fognak győzedelmeskedni. Neked adom a mennyek országának a kulcsait; amit a földön megkötsz, az meg lesz kötve a mennyben is, és amit feloldasz a földön, fel lesz oldva a mennyben is.”
A katolikus nézőpont szerint amint Jézus birtokolja a mennyek országának kulcsait (nála van a messiási ország minden joghatósága), ezt átadja Péternek, tehát Péter Jézus tekintélyével rendelkezik. Hatalmában áll, hogy a mennyország kapuját a lelkek előtt kinyissa vagy bezárja az Egyház által. A kötés és oldás jelenti a kiközösítés általi elítélést vagy feloldást, s jelenti valamely tannak a megengedettségét vagy tilalmát. Péter tehát megkapja e szavakban a legfőbb törvényhozói hatalmat mind a tan, mind a jog vonalán. Nézetük szerint ez az ígéret nemcsak Péterre, hanem utódaira is vonatkozik, jóllehet ez kifejezetten nincs benne a szövegben, de Jézus nem alapíthatott olyan egyházat, melynek fennállása csak Péter haláláig van biztosítva.
A protestánsok nézete szerint ez a tisztség csak Péternek szólt, és annak utódlásáról nincs szó. Az oldás-kötés a többi tanítványra vonatkozóan is említve van: "Bizony mondom nektek: amit megköttök a földön, kötve lesz a mennyben is, amit pedig feloldotok a földön, oldva lesz a mennyben is". Az oldás és a kötés nézetük szerint azt jelenti, mint valamit kötelezővé vagy nem kötelezővé, tiltottá, illetve megengedetté tenni. Ebbe belefoglaltatik az a felhatalmazás is, hogy valaki a gyülekezetből kizárhatóvá válik, vagy abba újra felvételt nyerhet. A szövegből nem vehető ki, hogy az egyetemes egyházat érintő hatalmat Péter idején túl is egy meghatározott személy vagy intézmény kell hogy gyakorolja.
A katolikusok szerint Jézus Pétert főhatalommal ruházta fel, amit a következő szöveggel támasztanak alá:
„Jézus megkérdezte Simon Pétert: »Simon, János fia, jobban szeretsz-e engem, mint ezek?« Ő azt felelte: »Igen, Uram, te tudod, hogy szeretlek!« Erre azt mondta neki: »Legeltesd bárányaimat!« Majd másodszor is megkérdezte: »Simon, János fia, szeretsz-e engem?« Azt felelte: »Igen, Uram, te tudod, hogy szeretlek!« Erre azt mondta neki: »Legeltesd juhaimat!« Aztán harmadszor is megkérdezte: »Simon, János fia, szeretsz-e engem?« Péter elszomorodott, hogy harmadszor is megkérdezte őt: »Szeretsz-e engem?«, és azt felelte: »Uram, te mindent tudsz, te tudod, hogy szeretlek!« Ekkor így szólt: »Legeltesd juhaimat!”
A katolikus nézőpont alapján János evangélista itt azt beszéli el, hogyan adta át Jézus Péternek a főhatalmat. A háromszoros tagadás jóvátételére először háromszoros szeretetvallomást követel Pétertől, ezután rábízza "bárányait és juhait". Jézus nyája az Anyaszentegyház, s az Anyaszentegyház fejévé, vezetőjévé teszi meg Szent Pétert, aki az apostolok között kezdettől fogva vezető szerepet játszik, s aki Jézus mennybemenetele után azonnal át is veszi az Egyház vezetését.
Egyes történészek azt állítják, hogy Péter soha nem ment Rómába, ez a hiedelem csak később jött létre.
Mások, akik korai keresztény dokumentumokat idéznek (mint például Kelemen kb. 95–97. évi korinthusi levelében Péter és Pál római halálának leírása) arra jutottak, hogy Péter nagy valószínűséggel mártír lett Rómában.
Egy korintusi püspök, Dénes 170 körül kelt levelében azt írja, hogy miután Péter Pállal találkozott Korintusban, együtt indultak Rómába, ott végezték ki őket 67. június 29-én. A jóval korábban keletkezett Apostolok cselekedetei ezzel szemben azt írja, hogy Pált fogolyként vitték Máltán és Szicílián keresztül Rómába. Péterről itt szó sem esik.
A katolikus hagyomány szerint Róma első püspöke volt kb. Kr. u. 33-tól haláláig, azaz mintegy 34 éven át. Jeromos (347–419/420) úgy hitte, hogy Péter püspöksége Rómában 42-től 67-ig tartott, aminek az alapja egy 3. századi legenda. Euszébiosz (263–339) nem ír egyetlen írásában sem Péterről, mint római püspökről.
Az általánosan elfogadott vélemény, hogy Péter Rómában mártírhalált halt, de bizonytalan, hogy előtte mennyi időt töltött el ott. Általános nézet szerint csak Pál után (61) érkezhetett oda. Mindenesetre nemigen lehetett Róma püspöke, mert az ő idejében még nem alakult ki az episzkopális egyház.
Az Újszövetség nem említi meg, hogy Rómában szolgált volna, illetve hogy ott is halt volna meg. Olvashatunk utazásairól Antiókhiába, Szamáriába, Joppé és Cézárea városaiba, valamint más helyekre, de Rómáról nem történik említés. Azt közli még a Szentírás, hogy Pál apostol elsősorban a pogányok között, míg Péter a zsidók között szolgált.
Pál úgy beszél Péter, Jakab és János apostolok személyéről, mint a gyülekezetek oszlopairól, mégis magáról is mondhatta, hogy semmiben nem alábbvaló a fő apostoloknál. Ha Péter lett volna a legfőbb főpap, akkor Pál nyilvánvalóan utána következett volna a ranglistán. Pál azonban egyszer nyilvánosan is szembeszállt vele, mert „okot adott arra, hogy megfeddje”. Ez furcsa lett volna a részéről, ha Péter személyében egy egyházfőt láttak volna.

Pál 56-58 körül írta meg levelét a római keresztényekhez, amelynek végén 27 személynek küldte el üdvözletét, Péter azonban nincs köztük említve.
Az Újszövetség nem támasztja alá azt az állítást, hogy Péter volt a római gyülekezet vagy az egész egyház első püspöke.

#### Linusz
Ireneaus, aki a 2. század végén Lugdunum (Lyon) püspöke volt, Róma első püspökeként nem Pétert, hanem Linuszt említi. Egy 270-ből származó apostoli rendelkezés alapján is ő volt az első püspök, akit Pál apostol nevezett ki. Linusz életéről semmi bizonyosat nem tudunk, mert nem maradtak fenn hiteles dokumentumok.
A katolikus hagyomány szerint Péter és Pál apostol közös döntése alapján nyerte el ezt a méltóságot, majd mintegy egy évtized uralkodás után vértanúságot szenvedett. A katolikusok Pál a Timótheushoz írt 2. levelének végén említett Linusszal azonosítják. A gond ezzel csak az, hogy a mai nézetek alapján ezt a levelet nem Pál írta, hanem jóval később, Pál és Linusz halála után egy ismeretlen személy.

#### Anaklét
Anaklét(osz)ról szintén nem sok hiteleset tudunk. A hagyomány szerint Linuszhoz hasonlóan ő is mártíromságot szenvedett a hitéért, de kétséges, hogy van-e bármi valóságalapja a legendának.

#### Kelemen
A katolicizmusban közismert neve: Római Szent Kelemen vagy I. Kelemen.
Tertullianus (kb. 160–225) arról ír, hogy Szent Pétert ő követte az utódlásban. Egyesek Pál apostol tanítványának tartják, akit a filippiekhez írt levelében is említ. Valószínűleg ő volt az első római elöljáró, aki más gyülekezetek belügyeibe avatkozott.
Kelemen köré egész irodalom fonódott az ókeresztény korban, de a neve alatt fennmaradt művek közül csak a Levél a korinthusiakhoz tekinthető biztosan hitelesnek. Mártíromságának története hasonlóan késői és legendaszerű.

#### Evarisztosz
Evarisztosz a katolikus hagyomány alapján a századforduló táján volt egyházfő és a katolicizmus vértanúként tiszteli. A nevén kívül más bizonyosat nem tudunk róla.
A római pápák listája az őskeresztény korban (1. század) a katolikus egyház alapján:
Az első pápákról többnyire csak a több évszázaddal később keletkezett Liber Pontificalisban (Pápák könyve) megőrzött legendákat ismerjük.

### Egyházvezetés
Az őskeresztény (apostoli) korban még nem találkozunk pápasággal, de még az ún. páli fordulat (2. század első évtizedei) után kialakult egyház püspökei közül sem emelkedett ki senki, mint az egész egyház kormányzója. A gyülekezetek vezetésére választott időseket presbitereknek nevezték, a presbiterek mellé választott segédeket pedig diakónusoknak. Ezeknek a fő kötelességük az adománygyűjtés és annak a szegények között való kiosztása, továbbá az igehirdetés és a keresztelés is volt. Általában a presbiterek közül kerültek ki azok, akik a szent iratokat magyarázták.
A kezdeti időkben (1. század), amikor a gyülekezetek élete teljességgel a „Lélek” irányítása alatt állt, a tisztségviselők súlya kicsi volt, hiszen a „lelki” funkciókat a "Lélek hordozói" látták el, azok a karizmatikus ajándékokkal megáldott apostolok, próféták és tanítók, akik az egész egyházért munkálkodtak. A püspökök (presbiterek) és a diakónusok csupán a külső dolgokban segédkeztek. A pneuma (Lélek) elapadásával keletkező űrt azonban nekik kellett betölteniük, és szerepük lassan fontosabb lett.
A 2. században Antiochiai Szent Ignác arról beszélt, hogy az ázsiai gyülekezeteknek monarchikus püspöke van, a presbiterek és diakónusok mellett. Az ő idejében már nem voltak sem apostolok, sem próféták. Homály fedi, hogy pontosan hogyan zajlott le az átmenet az apostoloktól, prófétáktól és tanítóktól a püspökökig, presbiterekig és diakónusokig; bár forrásaink révén időnként bepillanthatunk a folyamatba.
Római Kelemen Korintusiakhoz írt levele két külön szolgálati rend meglétére, püspökökre vagy presbiterekre (e címeket ugyanazon személyekre alkalmazták) és diakónusokra utal. Figyelemre méltó, hogy a Didakhéban csakúgy, mint Kelemen levelében, kétszintű papság szerepel: püspökök (vagy presbiterek) és diakónusok. A püspökség presbiterátus fölé rendelése – miközben egy szinten is maradt vele – akkortájt történt, amikor az apostoli tekintély eltűnőben volt, vagy már el is tűnt, és a gyülekezetek megerősödésével az utazó hittérítők és a próféták szerepe háttérbe szorult.

## Keresztény ókor

### 2. század
Jusztinosz (kb. 103–166), aki a 2. században Rómában több mint 20 évig szolgált, és több művet is írt, egy pápa nevét sem említi és egyházi hivatalokról, hierarchiáról sem beszél.
A papságfogalom meghonosodása következtében tettek határozottan különbséget a klérus és a laikus többség között. A klérus különleges helyzetének alapja a klerikális hivatalba lépést kísérő felszentelés aktusa volt. A laikusokat egyfajta kiskorúságba szorították. Az újszövetségi egyetemes papság képzete, amely szerint minden hívő ember pap is a 2. században még eleven volt, ám fokozatosan háttérbe szorult.
Antiochiai Szent Ignác az élete végén megírt leveleiben az episzkoposz szó már a mai értelemben bizonyos hivatalt jelent. Nála már egymástól határozottan szétválasztható a püspök (episzkoposz), a presbiter (preszbüterosz) és a diakónus (διακονος, diakonosz) hármas felosztás. Ignác – aki a hagyomány alapján maga is püspök volt – állította, hogy a helyi püspök az egység középpontja, Isten földi képviselője, a mennyei egyeduralkodó földi megfelelője, így tehát „úgy kell a püspökökre tekintenünk, mint magára az Úrra”. Így fogalmaz még: Kövessétek mindannyian a püspököt, ahogyan Jézus Krisztus az Atyát, a presbitériumot pedig úgy, mint az apostolokat; a diakónusokat úgy tiszteljétek, mint Isten rendelkezését.

A három katolikus norma nem jelentett abszolút értelemben vett újítást, hiszen mind a háromnak megvoltak az előzményei. A legfőbb újítás a püspök hivatalának megítélésében jelentkezett.
A 2. század folyamán az addig jelentéktelen szerepet betöltő püspökök döntő szerephez jutottak a keresztény élet irányításában és meggyorsult a vezetői hatalom egy kézben történő összpontosulása. A püspök kiemelkedése a presbiterek közül azzal egy időben történt, ahogy a missziós papság helyét fokozatosan a pasztorális papság vette át. A püspöki intézmény, az episzkopális egyház csak a 2. század közepétől jött létre, ezért római püspökökről is csak ettől kezdve beszélhetünk, és csak ezután alakult ki a „többi püspök fölé emelkedő központi hatalom, az intézményesült, monarchikus pápaság”.
A 2. század első felében a nyugat még viszonylag jelentéktelen, minimális keresztény élettel rendelkezett. A népesebb, jelentősnek mondható keresztény gyülekezetek többnyire keleten voltak, főleg görög nyelvterületen; Alexandria, Efezus, Antiókhia, Jeruzsálem központokkal. A római közösség is erős volt, amely nagy vonzerőt gyakorolt a többi gyülekezetre is. A kereszténység itt is eleinte a görögül beszélő lakosság körében terjedt. Mivel ezek a vallásközpontok még nem rendelkeztek egységes szervezettel, intézményrendszerrel, így nem beszélhetünk a mai értelemben vett 'egyház' létezéséről. Ugyanakkor igyekeztek megállapítani, hogy mely gyülekezetek őrzik legjobban a hagyományt. A legfőbb tekintélyt Rómának ítélték. Azt is megállapították, hogy mely gyülekezetekben kik képviselték az apostoli hagyományt. Így keletkeztek elsőként a római, a jeruzsálemi, az alexandriai és az antiókhiai püspöki listák. 
A római utódlási névsort először Iréneusz közli. Arról tudósít, hogy a gyülekezetet Péter és Pál alapították, majd felsorolja az apostoli tradíció 12 képviselőjét: Linusz, Anaklétosz, Kelemen.... Szoterosz, Eleutherosz.
A római püspökök már korán elhivatottságot éreztek arra, hogy a római egyházi berendezkedést más gyülekezeteknél is megvalósítsák. Ebben egyformán szerepe volt az egyház egységéért érzett felelősségnek és a világ fővárosában székelő püspök hierarchikus önérzetének.
154 körül Anikétoszt (Anicét/Anicetus) választották püspökké. Az ő ideje alatt kezdődött Kelet és Nyugat egyházai között a húsvét megünneplésének vitája. A markioniták gnosztikus-páli tanításainak ellensúlyozására, Pállal szemben Péter apostolt helyezte előtérbe. Péter vált azzá a szent apostollá, akihez illett igazodni az „igaz” keresztény egyháznak és közben Pál apostol személyét Péter alá rendelni.
A kereszténység a 160–180 közötti évtizedekben egységgé szerveződött. Ez az egység a külső és belső veszélyek, köztük elsősorban a gnoszticizmus okozta válság hatására jött létre. Az eddig jogilag független gyülekezetek szövetségbe tömörültek, és megegyeztek bizonyos állandó irányelvekben.
A főként városokban kialakuló püspökségek azt mutatják, hogy a kereszténység az antik világban elsősorban a városi lakosság vallása volt. A városi gyülekezet püspökei váltak a környező gyülekezetek és egy-egy terület közös vezetőivé is. A presbiterekből és diakónusokból létrejött a püspöknek alárendelt papság (klérus).
A 2. század végén Viktor (189–199) követelni kezdte a nem sokkal korábban bevezetett húsvét megünneplésének egységesítését. A kis-ázsiai egyházak ezt önkényes és sértő intézkedésnek tartották. Viktor erre azokat a püspököket, akik nem voltak hajlandóak vele egyetérteni, kizárta az egyházból. Kijelentette, hogy akik más napon tartják az ünnepet, azok nem tekinthetők keresztényeknek. Ekkor vált ketté a keleti és a nyugati gyülekezetek egyháza először élesen egymástól.
A montanizmus karizmatikus mozgalma elutasította az ekkoriban kialakuló püspökség intézményét, melyhez Tertullianus, a korai kereszténység egyik legfontosabb személyisége is csatlakozott.
A 2. század pápái a katolikus egyház alapján:

Anicétig a római gyülekezet irányítóiról semmi biztosat nem tudunk.

### 3. század
Zefirin (199–217?) püspöksége azért jelentős, mert egyes források szerint az „eretnekek” ellene állították egy Natalis nevű pap személyében az első ellenpápát. Utóda jobbkeze, az archidiakónus Kallixtus lett. Ez már azt jelezte, hogy a szabad választást fokozatosan felváltja a püspöki hatalom kléruson belüli öröklődése.
Kallixtus (217–222) Máté 16,18-ra hivatkozva állította, hogy minden püspöknek joga van bűnöket megbocsátani, de a gyónás szélesebb körökben csak később, a 7. századtól terjedt el.
Az újabb kutatások alapján még Kallixtus idején sem volt szó primátus igényről, csupán a püspöki hatáskör kiszélesítéséről. A montanista Tertullianus, aki a püspöki rendszert elvetette, Kallixtust ezért gúnyosan pontifex maximusnak és episcus episcoporumnak titulálta, Kallixtus bűnbánati fegyelemről kiadott rendeletét pedig ironikusan edictum peremptoriumnak nevezte. Kilépett az egyházból, és azt mint világias, intézményesített és szégyenbe jutott közösséget elítélte.
Kallixtusz uralkodásának kezdetén állított fel az ellenzék egy újabb ellenpápát, Hippolütoszt. Ő Rómában működő művelt hittudós volt, aki 217–235 között került szembe a római pápákkal, mivel nem tartotta őket alkalmasnak az egyház vezetésére. Szerepét abban látta, hogy megőrizze az egyházat a tévelygésektől. Nem fogadta el pápának Kallixtust, és társaival úgy döntött, hogy ellenpápaként küzd majd ellene. Az egyház megtisztítását tervezte, amikor Kallixtus meghirdette a megbánt bűnök (pl. házasságtörés) püspök általi bocsánatát.

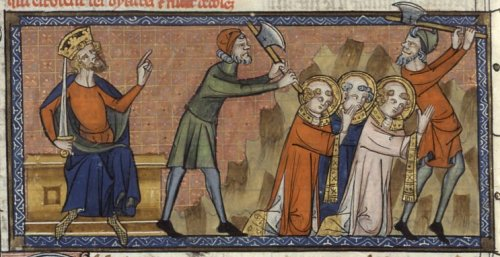
II. Szixtus és diakónusainak mártíromsága. 14. századi miniatúra

Az első hosszabb római sede vacante (széküresedés) a Decius-féle üldözés miatt volt. Fabianus püspök (236–250) is ennek esett áldozatul, s utána egy évig nem tudtak új püspököt választani. A 250. évi üldözés valóban széles tömegeket érintett, s a számos vértanú mellett sokan – köztük püspökök is – hitehagyókká váltak.
I. István (254–257) püspöksége alatt folytatta a bűnbocsánat intézményének megerősítését. Ezért több püspökkel és teológussal szembekerült, és több vitát kirobbantott. Ugyanis az ő idején bontakozott ki a vita az afrikai egyházakban arról, hogy az eretnekségből és a hitehagyásból visszatérőket újra kell-e keresztelni. Istvánnak a karthágói püspökhöz erről írt levele igen határozott hangú utasítás volt, ami jele a római püspök – hitelvekben – kialakuló primátusának.
A 3. századra a püspöki intézmény megszilárdult. A püspök feladata volt a tanítások hűséges őrzése, a rábízott keresztények vezetése, irányítása, a közös liturgia vezetése. Több felszabadított rabszolgából lett püspök, ugyanis az egyházban a gazdák és a rabszolgák testvérek voltak. Róma, Alexandria és Antiokheia püspökei különleges méltóságot kaptak. A pápa címet elsőként Héraklász, Alexandria püspöke viselte (232–248).
A püspöki hatalom megerősödésének jellegzetes kifejeződése volt az egyházfogalom, amelyet a karthágói Küprianosz (Szent Ciprián) fejlesztett ki, és fogalmazott meg klasszikus formában. Eszerint az egyház hierarchikusan szervezett, külsőleg látható üdvintézmény. A csatlakozás ehhez az episzkopális egyházhoz az üdvösség el nem hagyható feltétele. Egyedül az egyház üdvözít, ő az anya, aki által a hívő új életre születik.
Küprianosz (Ciprián) nézete szerint a püspökök ugyanúgy egyenlőek mint az apostolok. Minden püspök csak Istennek tartozik felelősséggel. Ezt a véleményt I. István nem osztotta és Küpriánoszt Antikrisztusnak nevezte. Ismereteink szerint római püspök először ekkor hivatkozott a "Tu es Petrus" (Te Péter vagy ..) szövegre, hogy Péter apostol utódaként a primátusát a többi püspökkel szemben megerősítse.
Az ókereszténység vezetői többnyire mindannyian az apostolok utódainak tekintették magukat a püspöki széken. A 3. század közepén a római gyülekezet hatalma már igen nagy volt és tekintélye kifelé is erősödött. A 4. századi eleji I. nikaiai zsinat (325) még éppoly központnak tekintette Alexandriát, Antiókhiát és Jeruzsálemet, mint Rómát, s püspökeiknek ugyanolyan jogokat biztosított.
A század közepéről a római gyülekezetről a következő adataink vannak: kb. 30 ezer hívő mellett a klérust 46 presbiter, 7 diakónus, 7 szubdiakónus, továbbá 4 acholythus (oltárszolga), 52 lector (felolvasó), exorcista (ördögűző) és ostiarius (ajtónálló, templomőr) alkotta. A római városi klérus szigorú hierarchikus rendben volt alárendelve az egyház élén álló püspöknek. A kléruson belül is fokozatosan elkülönült a főpapság és a népesebb alsó papság.
A század utolsó harmadában az egyház virágzásnak indult, hatalma növekedett. Diocletianus császár nem tűrhette az „államot” az államban, ezért is akarta megtörni az egyházat. Üldözése volt az egyik legvéresebb. Az ekkor működő Marcellinusz nemcsak az állammal, hanem a keleti eredetű manicheizmus mozgalommal is küzdött.
A 3. század pápái a katolikus hagyomány alapján:

A 3. században jelentek meg a korai forrásokban határozottabban az egyes római püspökök/pápák, bár kronológiájuk továbbra is bizonytalan maradt.

Piros vonallal jelölve az ellenpápák.

### 4. század
311-ben jelentős fordulat történt. Galerius császár, aki a keresztények elszánt ellensége volt, belátta, hogy a keresztények elleni megsemmisítő hadjárata hiábavaló, és röviddel halála előtt rendeletet adott ki, amelyben állami türelmet biztosított a számukra. Halála után utóda, Maximinus Daia keleten újból üldözni kezdte őket.
A konstantinusi fordulat:

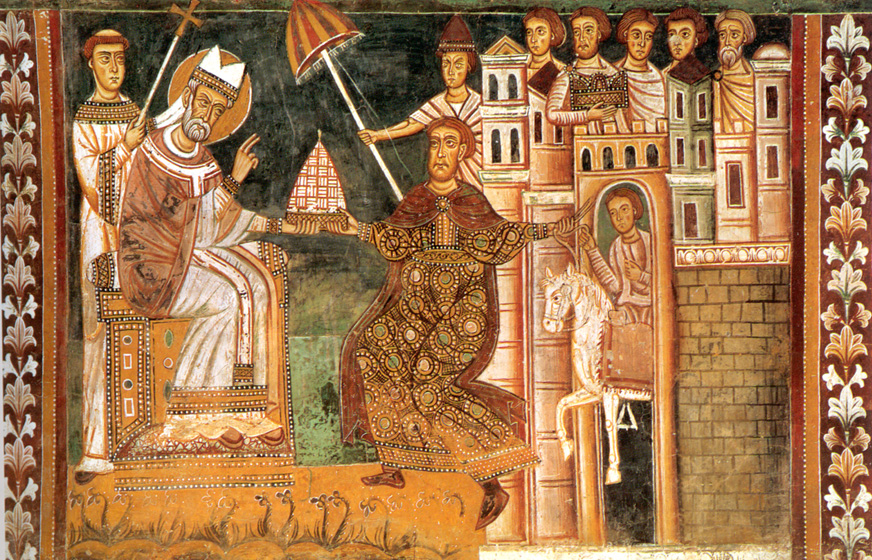
Szilveszter és Konstantin. E 13. századi freskó a középkorban szokásos hamisítványokat tükrözi, mivel Konstantin császár nem hódolt be a római püspöknek, hanem önmagát tartotta a keresztény alattvalók legfőbb püspökének

Nyugaton 312-ben a politikai események alakulása Konstantin császárnak kedvezett, és ez a kereszténység győzelmét jelentette. A következő évben, 313-ban Konstantin és Licinius a milánói ediktumban kijelentette, hogy a Római Birodalom semleges marad a vallások felé. Ezzel a kereszténységnek teljes vallás- és kultuszszabadságot biztosítottak, azaz engedélyezett vallás (religio licita) lett. Az Egyház visszakapta az elkobzott vagyonát is.
Konstantin kora nemcsak a késő ókori egyháztörténet legfontosabb fordulópontja, hanem általában a kereszténység történetének egyik legdöntőbb szakasza, amelynek hatása mindmáig tart. A folyamat rendkívül komoly hatással volt az egyház belső fejlődésére, hiszen a győzelemnek megvoltak az árnyoldalai is. Elismertetése után az egyház, amely nemrég még élet-halálharcot vívott az állammal, kénytelen volt csatlakozni az uralkodó személyének az ókorban szokásos tiszteletéhez, továbbá számolnia kellett azzal – és ez még messzemenőbb következményekkel járt –, hogy a császár ki akarja terjeszteni a befolyását az egyházra. A császár az egyház belső egységének megőrzésére törekedett, és ez rá is nyomta a bélyegét mind az eretnekség, mind a skizma kérdésére (pl. donatizmus). A politikai hatalom ettől kezdve elsősorban a dogmatikai vitákba szólt bele (legelőször a fordulatokkal teli ariánus vitába).
Az egyház és állam viszonyára alapvető hatással volt Konstantin vallás- és egyházpolitikája is, amely az államegyház kialakulásához vezetett. Ennek létrejötte a Római Birodalom pogány kultuszainak háttérbe szorulását jelentette.
A 313. október 21-i törvény szerint „akiket klerikusoknak neveznek, minden teher alól mentesülnek”. A keresztény papság hamarosan immunitást élvező, a világiaktól elkülönült testületté szerveződött. Az államkincstárból jelentős összegeket bocsátottak a püspökök rendelkezésére egyházszervezésre, templomépítésre. 321-től kezdve az egyház és a püspökségek számára nyilvánosan, a törvény előtt is lehetett örökséget adományozni. 333-tól egy sor polgári ügyben is a püspökök lettek az illetékes bírák. A kiváltságokat biztosító intézkedések következtében gyorsan növekedett az egyház és a papság társadalmi befolyása.

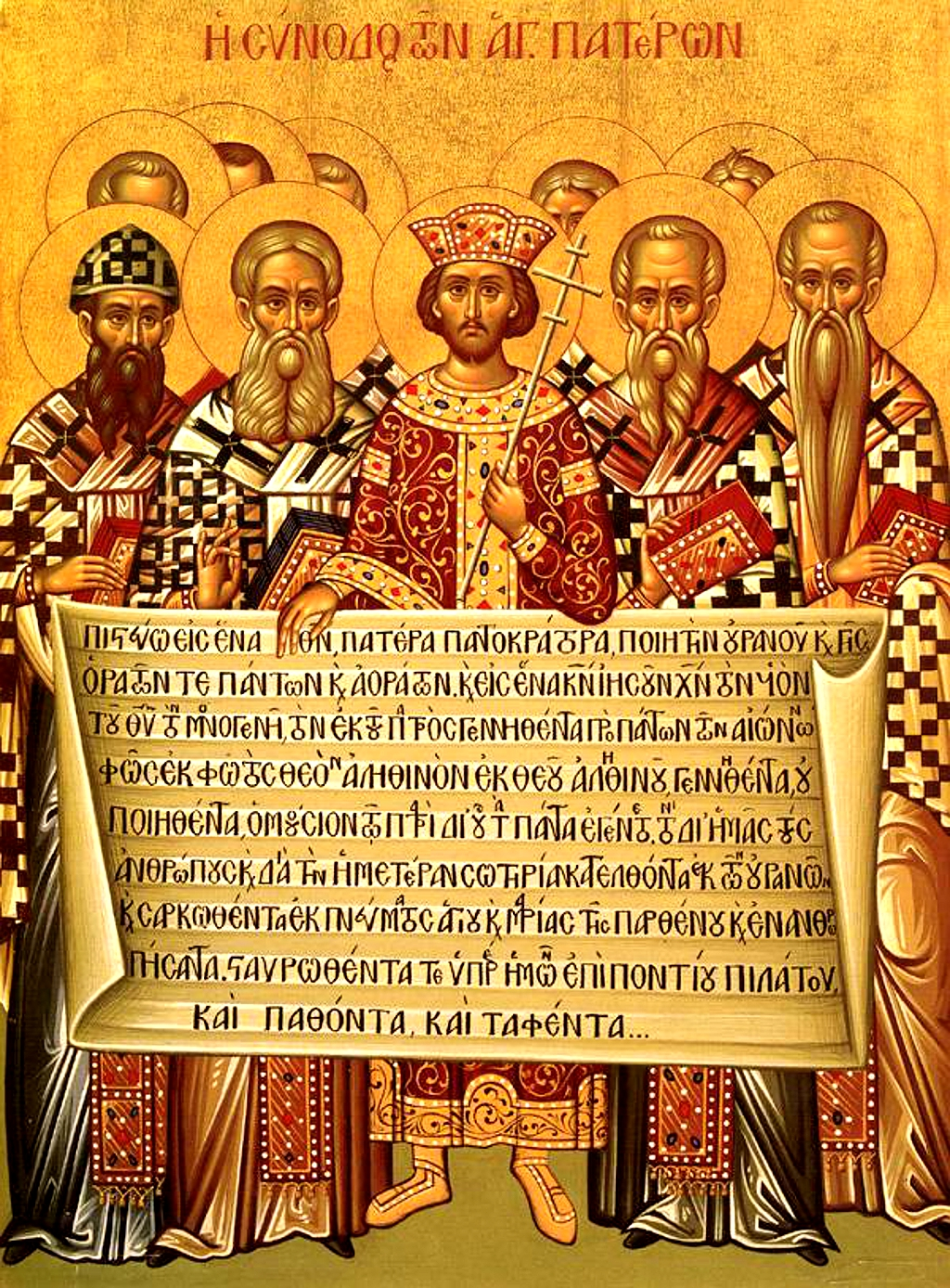
Ikon Konstantinnal (középen) és az első nikaiai zsinat (325) püspökeivel

321-ben az egyház vagyonhoz való jogának elismeréseként a császár Miltiádész pápának ajándékozta a lateráni palotát. Az épületegyüttes a pápa székhelye lett.
325-ben kezdte el a császár Péter apostol szent helyként tisztelt sírja fölé a Szent Péter-bazilika építését, amely egészen II. Gyula idejéig (16. sz.) a kereszténység központja lett.
Az egyház egységét, melyre Konstantin óta a római állam törekedett, a dogmatikai ellentétek sodorták veszélybe, ezért a császár 325-ben összehívta az első egyetemes zsinatot Niceába, I. Szilveszter pápa idejében. A zsinat, amelyet Konstantin nyitott meg és vezényelt le, császári nyomásra a krisztológiai vitában elfogadta a nikaiai hitvallást.
A zsinat 6. kánonja szerint Alexandria, Antiokhia és a „többi eparchák” (egyházmegye) a maguk területén ugyanazokat a jogokat élvezik, mint a római püspök. Ezáltal a zsinat az addig – Róma kivételével – egyenlőnek tekintett püspökegyházakat metropolitarendszerbe fogta össze. A határozattal Róma, Alexandria és Antiokhia püspök-metropolitái a többi metropolita elé kerültek, s ezzel kezdetét vette a többi provincia metropolitái fölé emelkedő patriarchátus kialakulása. A kialakuló patriarchátusok megfeleltek egy hatalmas regionális birodalmi egységnek: Alexandria a hellenisztikus Egyiptom, Antiokhia a Kelet, Cilicia és Ciprus, Róma pedig a latin Nyugat felett kapott elsőséget. (A későbbi hosszú vitákra okot adó Balkán és Görögország nem alkotott külön patriarchátust, mert Róma befolyása Thrákiáig, Illyriáig terjedt.)
Amikor a keresztény egyház birodalmi egyházzá lett, vezetése még kollegiális alapon, az egyenrangú püspökökből álló zsinatokkal történt. Az egyenrangú püspökökből álló egyházköteléken belül azonban ekkorra már a monarchikus irányú fejlődés is előrehaladt. Ezt segítette elő Konstantin, amikor a zsinatot, a tényleges irányító szervet tanácskozó és tanácsadó testületté degradálta.
Az egyetemes zsinatot, a császári egyházkormányzás szervét nemcsak a császár hívta össze, de – egy felkért püspök által vagy a császári megbízott segítségével – ő vezette le, napolta el és rekesztette be; a határozatokat – amelyek ily módon birodalmi törvényekké lettek – szintén a császár erősítette meg.
Konstantin 330-ban a székhelyét Rómából Bizáncba helyezte át. Az „Új Rómát” a régihez hasonló fénnyel és pompával építette ki és gazdasági, kulturális központtá tette. Ezzel a konstantinápolyi püspök (pátriárka) tekintélye is növekedni kezdett, aki ugyanakkor a császár teljes kiszolgálója lett. Ezzel egyidejűleg a római püspök helyzete is megváltozott. Konstantin elköltözése után a római püspökök kezdtek úgy viselkedni, mint a Nyugat egyedüli és kizárólagos urai (nemcsak vallási, hanem ún. világi ügyekben is), akikre a hatalmat a császár ruházta át.
A püspöki hatalom várományosai a presbiterek, archidiakónusok és diakónusok lettek. Az alsó klérus és a nép a főpapok választását utólagos felkiáltással erősítette meg. A felszentelést követően került sor a püspök ünnepélyes beiktatására. A püspökök a székesegyházban trónszékre ültek, így alakult ki a pápai trónra helyezés fogalma is.
A 4. század derekán hallunk először arról, hogy a római tisztség megszerzésére alakult pártok között véres utcai harcok folytak. Damasus pápa elődjének diakónusa volt. Ellene azonban Ursinus diakónus lépett fel, és a két párt között kirobbant harcokban még a templomokat sem kímélték, ott is folyt az öldöklés. I. Valentinianus császárnak, illetve a római városi prefektusnak kellett beavatkoznia a rend helyreállítása érdekében, az általuk törvényesnek elismert Damasus védelmében.
Gratianus császár tudomásul vette és megerősítette a 378-as zsinat határozatát a római egyház szabad pápaválasztási jogáról. Ugyanő erősítette meg a római püspök/pápa metropolitaságát (bíráskodási hatalmát) a Nyugat püspökei felett. Utódai további törvényekben ismerték el és garantálták a római püspök/pápa tanítói főhatalmát az egyházban. Az elismerés után az egyetemesség és az oszthatatlanság igényeivel fellépő egyház igen hamar türelmetlenné vált az egységet megbontókkal szemben.
380-ban Nagy Theodosius császár a De Fide Catolica ediktumával a kereszténység katolikus változatát, az ortodox hitet a Birodalom valamennyi népe számára törvényileg írta elő:
Megparancsoljuk, hogy mindazok a népek, amelyek a mi kegyelmes kormányzatunk uralma alatt állnak, abban a vallásban éljenek, amelyet a hagyomány szerint Szent Péter apostol adott át Róma népének, s amely azóta is töretlenül él napjainkig: az a hitvallás ez, amelyet Damasus pápa és Péter, Alexandria püspöke, az apostoli szentségű férfiú is helyesnek tart. Tehát: mindenkinek hinnie kell az apostoli hitvallás és az evangéliumi tanítás értelmében az Atyának, Fiúnak és Szentléleknek egységesen isteni voltát, egyenrangú méltóságát és szent hármasságát. Meghagyjuk, hogy akik ezt a hitvallást követik, a katolikus keresztények nevet viselhessék, a többiek azonban, akiket eszteleneknek és őrülteknek ítélünk, az eretnek hitvallásuknak megfelelő gyalázatos nevet viseljék.. Az isteni bosszúnak adjuk át őket, de amidőn isteni sugallatból erre utasítást kapunk, magunk is gondoskodunk megbüntetésükről.
A 381-es zsinat 3. kánonja kimondta hogy Konstantinápoly püspöke tiszteleti elsőbbségben közvetlenül Róma után következik, így rangban megelőzte Antiokhiát és Alexandriát is. A rangsor körüli harc teológiai formákat is öltött: Konstantinápoly volt az ortodoxia, Antiokhia és Alexandria az arianizmus fellegvára. A konstantinápolyi pátriárka rangemelkedése a reális politikai helyzetet tükrözte. A római pápa azonban felismerte a benne rejlő veszélyt Róma primátusára, s ezért a 381-es zsinat 3. kánonját utólag sem volt hajlandó elismerni ökumenikus jellegűnek.
A következő évben, 382-ben a római zsinaton Damasus pápa megfogalmazta, hogy az egyház élén annak a három városnak a püspöke áll, amelyek egykor Szent Péter működésének színterei voltak:
„Róma – mert Péter volt az első püspöke, Alexandria – mert Péter tanítványa, Márk volt a püspöke, Antiokhia – mint Péter első püspöki székhelye.”
A római püspökséget „Sedes apostolica”-nak, vagyis Apostoli Széknek kezdték nevezni, és a világi hatóságokkal is elismertették azt, mint a többi püspökök fellebbviteli fórumát. Ekkortól jelenik meg a pápai levelekben ez a kifejezés, amelyek átvették a császári iratok stílusát.
Damasus a római zsinat határozatát először hirdette ki az Apostoli (Szent) Szék szavaként. A római egyházfők közül először ő viselte a „pontifex maximus” címet.
Ugyanezen a római zsinaton fektették le a Biblia kánonját. A pápa Szent Jeromos egyházatyát bízta meg a Biblia latin szövegének (a Vetus Latina néven ismert korábbi latin fordításnak) revíziójával, amit ma Vulgata néven ismer a világ.
A 4. században a papság már olyan fényűző életmódot folytatott, hogy nem egy egyházatya (így például Szent Jeromos) szót emelt ellene.
A 4. század végén Sziriciusz (384–399) idejéből maradt fenn az első pápai dekretális. Ő nevezte először saját magát római pápának. Irataiban jelent meg ez a szó, és azóta használatos a római püspöki tisztség szinonimájaként. Nála jelentkezett először az a kitétel is, hogy a római püspöknek/pápának nemcsak saját (római) egyházáról, hanem valamennyi egyházról kell gondoskodnia. Levelezésében bevezette az uralkodói stílust és hangmodort, a különböző ügyekben hozzá intézett kérdésekre ellentmondást nem tűrően válaszolt. Ő volt az első római püspök, aki már a mai értelemben viselte a pápa címet.
Tevékenysége több évszázados hagyományokat, szabályokat teremtett. Előmozdította Szűz Mária tiszteletét, a vértanúk és az angyalok kultuszát. Átformálta a keresztséget, a szenteléseket, a böjtöt és a gyónást is. 386-ban újabb zsinatot hívott össze, amelynek legfőbb eredményeként bevezették a papi nőtlenséget. Akkoriban még voltak nős papok, nekik tartózkodniuk kellett a házasélettől.
A 4. század pápái:
Piros vonallal jelölve az ellenpápák. A névre kattintva bővebb információ jelenik meg az adott pápáról.

### Az egyházi Róma erősödése
A Római Birodalmat Theodosius császár halála után (395) véglegesen két részre osztották: Keletire és Nyugatira. A birodalom kettészakadásának egyházi következményeként Keleten kialakult a cezaropapista görögkeleti egyház, míg a nyugati latin egyházban fokozatosan kibontakozott a pápai főhatalom, amely a széttagolódó feudális egyházak és államok feletti keresztény univerzalizmus eszmei-ideológiai, majd esetenként politikai képviselője lett.
A 4. század utolsó és az 5. század első évtizedei bizonyos tekintetben az egyház kiteljesedésének korszakát jelentették. Az egyház társadalmi helyzete olyan kedvező volt, mint addig még soha: elismert államvallássá lett, a pogány kultuszokat eltávolították a közéletből, a Római Birodalom lakosságának nagy része – legalábbis külsőleg – keresztény lett. A császári uralom megóvta az egyházat az eretnekségtől és a szakadásoktól, és az egyházi törvények továbbfejlesztésén fáradozott.
A 4. században Róma még nem volt több az egyházi fejlődés egyik meghatározó tényezőjénél. A nagy zsinatok mit sem tudtak a római püspök felsőbbrendűségéről. De a római szék olyan kiemelkedő birtokosai, mint I. Gyula, I. Damasus, Siricius és az 5. század elején I. Ince fáradhatatlanul munkálkodtak Róma egyházi hatalmának kiszélesítésén. I. Leót (440–461) megelőzően azonban inkább csak a nyugati patriarkátusi jogkör kiépítéséről volt szó, mintsem az egyetemes egyházi primátus megszerzéséről.
I. (Nagy) Leó (440–461) személyében találkozunk az első igazi pápával. Első ízben az ő pápasága idején vezette valóban Róma a nyugati egyházat, sőt Leó átmeneti sikereket keleten is elért.

#### I. (Nagy) Leó után
Leó közvetlen utódai kevésbé voltak jelentősek; azonban hasonlóképp túlzott hatalmi igényeket támasztottak, de a kedvezőtlen politikai viszonyok miatt valóságos egyházi befolyásuk Nyugaton elmaradt Leóé mögött.
III. Félix hatalmának teljes tudatában kiközösítette Konstantinápoly pátriárkáját, Akakioszt, és megszakította az egyházi közösséget Kelettel. A nála jelentősebb I. Gelasius (Geláz) pápaként I. Anasztasziosz császárnak írt levelében körülírja fennkölt tisztét: ha az állami alkotmány rendje szerint engedelmességgel tartozik is a világi uralkodónak, valójában – Isten előtt a királyokért is felelős személyként és a szentségek kiszolgáltatójaként – felettük áll. Symmachus (Szümmakhosz) pápasága idején alkották meg azt az először Synodus palmaris által 502-ben kimondott alapelvet, hogy a pápa felett nem ítélkezhet senki, továbbá ekkor adományozták az első palliumot is (513-ban az Arles-i Caesariusnak).
500 után megszaporodtak a pápai primátust alátámasztó hamisítványok (mártírakták, zsinati akták, a Szilveszter-legenda: a bélpoklos és megátalkodott (Nagy) Konstantint Rómában I. (Szent) Szilveszter pápa megtérítette, meggyógyította és megkeresztelte).
Pápák listája az 5. században
Piros vonallal jelölve az ellenpápák. A névre kattintva bővebb információ jelenik meg az adott pápáról.

## Középkor

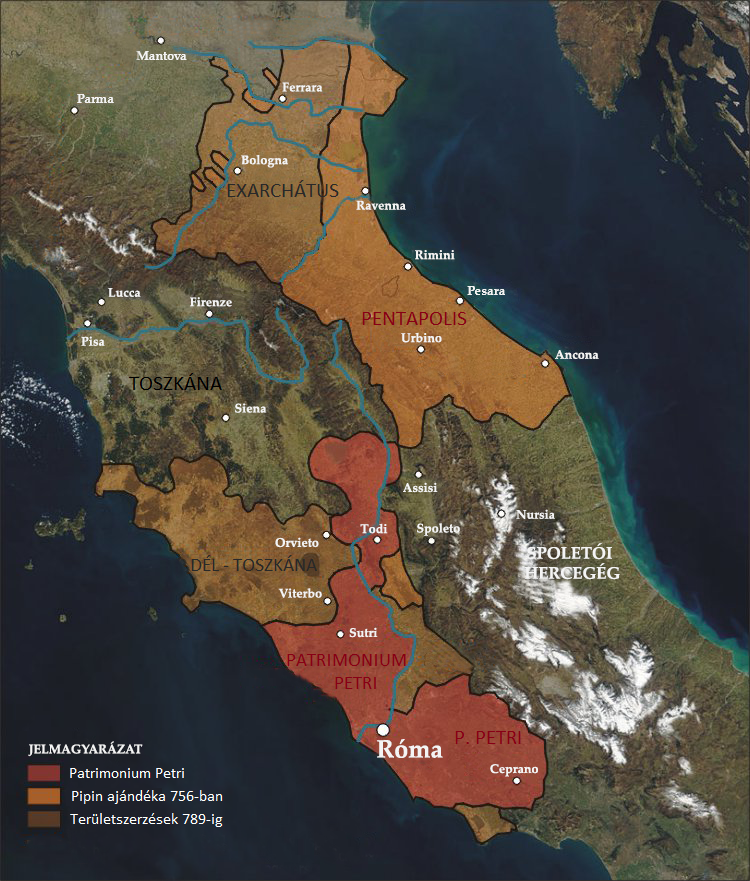
A pápaság területének változása a 8. században

Amikor a germánok megbuktatták a Nyugatrómai Birodalmat, már létrejött az az új hatalom, amely Rómát a jövőben – más értelemben, mint eddig – a világ urává fogja tenni: a pápaság. A pápák küszködtek az arianizmussal, illetve a keleten kialakult helyzettel, a monofizitizmusból kinőtt szakadással, valamint Konstantinápoly és a konstantinápolyi pátriárka hatalmi igényeivel.
Miután a 7. századtól teret nyert a hódító iszlám, a korábbi öt egyházfő közül csak kettő: a római és a konstantinápolyi őrizte meg hatalmát. A pápaságnak a frank állammal kötött szövetsége átrendezte Itália térképét. Ennek következtében eltűnt róla a longobárd állam, létrejött a pápai állam, a pápaság hatalmát korlátozó Bizáncnak pedig csak délen maradtak birtokai addig, amíg a normann hódítók fel nem bukkantak. Az egykor katakombákba rejtőző, illegális egyház vezetőjéből a 8. századra Itália világi uralkodója lett.
A pápaságnak ugyanakkor nemcsak világi hatalma és tekintélye növekedett, hanem egyre szélesebb körű és hatékonyabb lett az egyház belső életére gyakorolt befolyása is.
Az ezredfordulóra a nyugati kereszténységért vívott küzdelem már eldőlt. A római pápát mindenki elismerte az egyház fejének, ha elméletben nem is, gyakorlatban feltétlenül. A pápaság növekvő önbizalma is hozzájárult, hogy 1054-ben a pápai legátus a Hagia Szophia főoltárára helyezte a bizánci pátriárkát kiátkozó dekrétumot, így előidézve a keleti és nyugati keresztény egyház végleges szakítását.
A 11–13. századot végigkísérte a pápaság és a császárság harca az invesztitúra jogának gyakorlása felett. A harcok befejezése után a pápák kísérletet tettek a Róma fősége alatt egyesülő Res publica Christiana (keresztény nemzetközösség) megteremtésére.
A kereszténnyé váló európai népek előtt a Szentszéknek olyan óriási tekintélye volt, hogy a pápaság nagyhatalmi szerepet játszhatott. Királyok függtek tőle, koronákat ajándékoztak, polgárokat mentettek fel a hűségeskü alól, hadseregeket állítottak, békét, illetve keresztes hadjáratokat hirdettek. A pápa az akkori feudális társadalmi és állami berendezés szellemében az európai országok uralkodóit hűbéreseinek tekintette, és engedelmességre próbálta kényszeríteni őket. III. Ince idején a pápaság eljutott politikai hatalmának csúcspontjára, és – legalábbis Nyugaton – sikerült megvalósítania azt a törekvését, hogy világi dolgokban is ő legyen a legfőbb döntőbíró. Az utána következő két évszázadban a katolikus egyház elérte addigi legnagyobb kiterjedését, de a pápaság hanyatlása már Ince utódai alatt el is kezdődött. A 14. században a pápák az itáliai politikai felfordulás miatt Avignonban székeltek.
A 15. századra a keresztény világ arculata megváltozott. A pápaság egyre kevésbé volt a legfőbb tekintély, az európai államok pedig egyre tudatosabban a saját hatalmi céljukat követték. A kort a reformáció előszellemisége is áthatotta, bár ezeket gyakran véres eszközökkel elnyomták. A 16. század eleje a pápaság és a keresztény világ története szempontjából különösen kiemelkedő, mert ekkor történtek meg az előkészületek a nagy hitszakadásra, amely az addig vallásilag csaknem egységes Európát sok irányzatra osztotta.

## Újkor

### 16. század

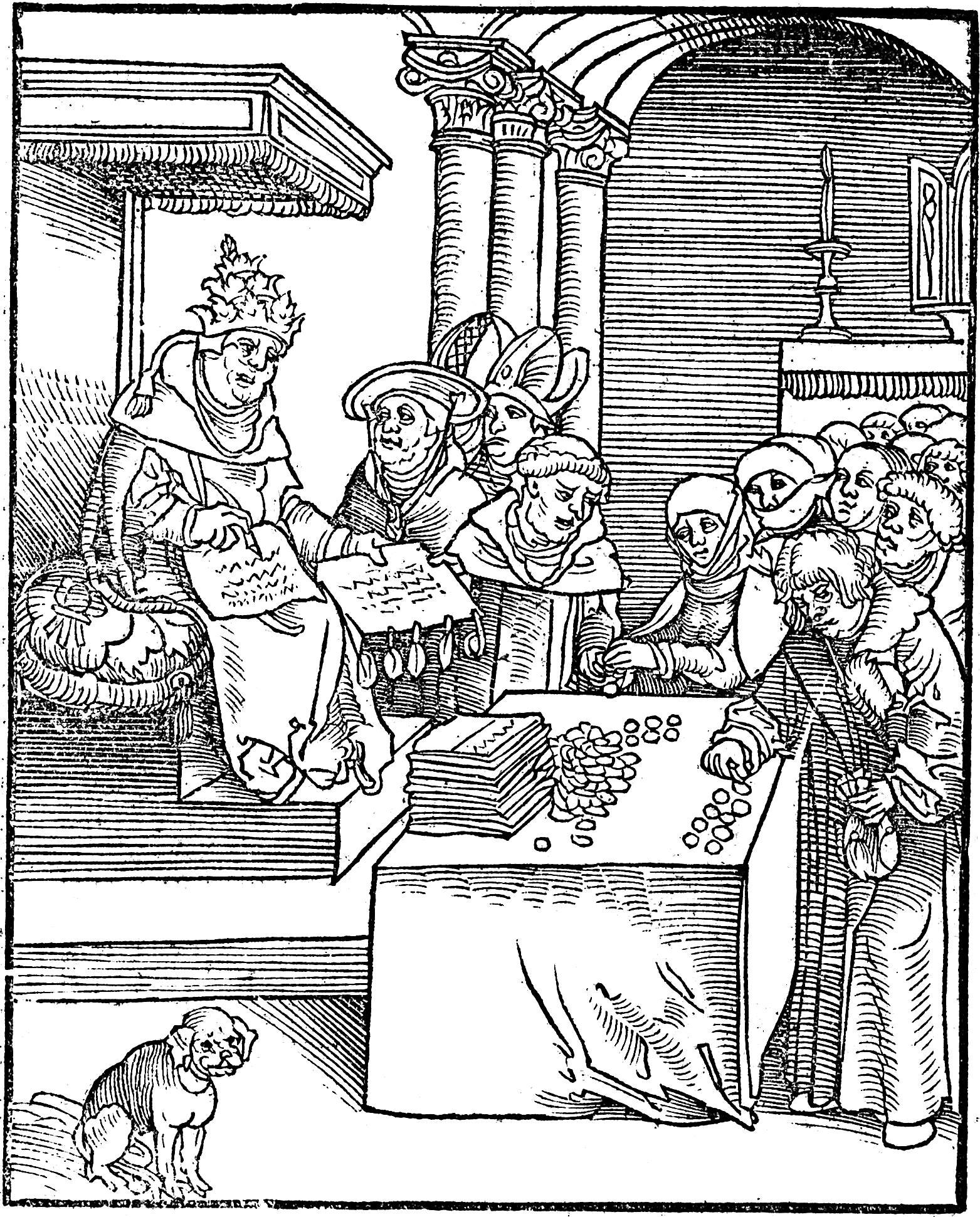
Lucas Cranach: A pápa Antikrisztusként ábrázolva, amint írja és árulja a búcsúcédulákat

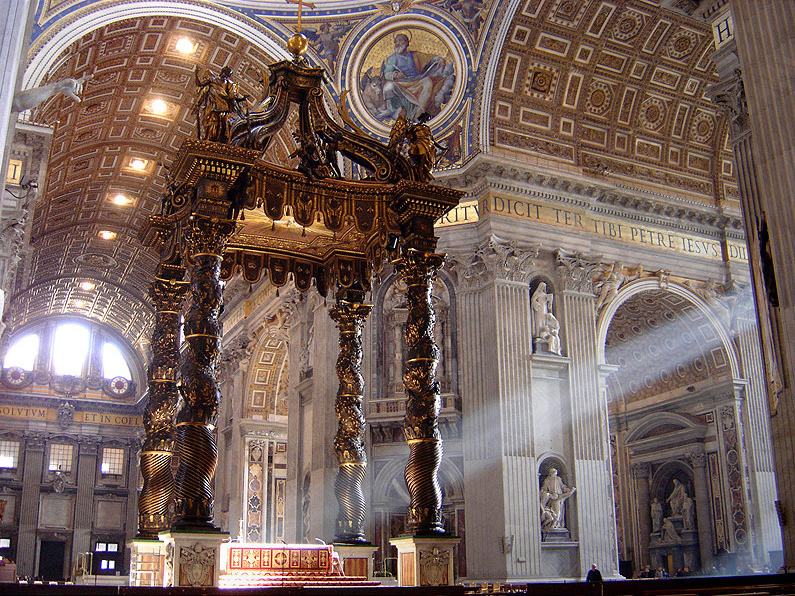
A baldachinos főoltár a Szent Péter-bazilikában

Az egyház a 16. században világi hatalma csúcsára ért, de ezzel egy időben spirituális tekintélye soha nem látott mélypontra süllyedt. Az egyházfők mohón kapkodtak a világi hatalom után és irdatlan összegeket költöttek nagyszabású művészeti alkotásokra. Eljött a mélyreható változások ideje, amit a protestantizmus gyors terjedése is segített. Az egyházat először lebénította a hagyományos tanítást és vallásgyakorlatot ért támadás, de aztán nemsokára összeszedte az erejét, és elindította az ellenreformációt. A szertartásosság a katolikus élet szerves részévé válik. A katolikus népi vallásosság az Eucharisztia és a Mária-tisztelet felé fordult. A körmenetek, a kegyhelyek, a csodák ismét kora középkori méretekben burjánoztak.

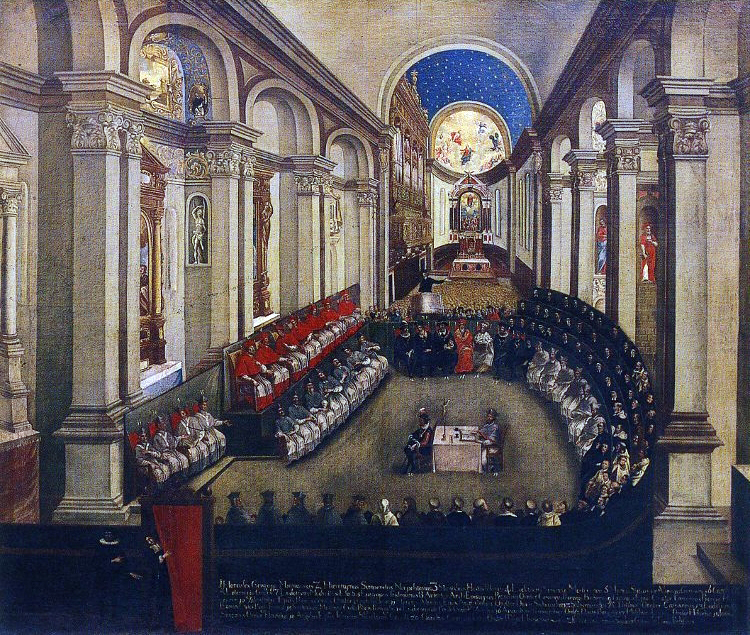
A tridenti zsinat

1517-ben a német Ágoston-rendi szerzetes, Luther Márton a 95 tételével elindította reformációt. A tételei közül kiemelkedett az, hogy a pápának sincs hatalma pénz ellenében a feloldozásra és a bűn eltörlésére. A búcsúcédulák nagy üzlete összeomlott és ez kiváltotta az egyháziak dühét.
1520-ban X. Leó pápa eretnekség cím alatt kiközösítette a reformátor Luthert az Exsurge Domine  bullában. Luther a bulla másolatát elégette és a pápát Antikrisztusnak nevezte. Ettől kezdve Luther véglegesen szakított a pápasággal, írásaiban nyíltan tagadta az egyház üdvközvetítő szerepét.
Luther népszerűsége rohamosan nőtt, nézetei pedig a könyvnyomtatás nagykorúvá válásával futótűzként terjedtek a birodalomban, majd Európa-szerte mindenütt. 1521-ben a pápa a „Fidei Defensor” (A hit védelmezője) címet adta VIII. Henrik angol királynak a Lutherral folytatott teológiai vitája elismeréseként, amely során a hét szentséget és a pápa főségét védte. (Ezt később vissza is vonták, miután Henrik szakított Rómával. 1538-ban III. Pál pedig ki is közösítette.)
A spanyol hatalom ellen 1526-ban a Medici-pápa, VII. Kelemen kezdeményezésére az olasz városok Franciaországgal szövetkeztek, és a pápa állt az ún. cognaci liga élére. V. Károly császár – hogy a pápát megbüntesse – 1527 májusában a serege lerohanta Rómát. A reneszánsz Rómát majdnem teljesen elpusztító Sacco di Roma az idők beteljesedésének jele volt a kortársak szemében. A pápa a rabló hadak elől az Angyalvárba menekült és kénytelen volt alávetni magát V. Károlynak; a pápaság pedig, mint világi hatalom a továbbiakban csak alárendelt szerepet játszott.
Luther fellépése idején a német fejedelmektől a parasztokig mindenki Róma és a pápa ellen volt, talán ez az egyetlen, amiben egyetértettek. A reformáció térnyerésével irányzatokra bomlott. A kibontakozásától a tridenti zsinatig (1545), illetve az augsburgi vallásbékéig (1555) a pápák tehetetlenek voltak a hitújítással szemben. 
Az új típusú szerzetesrendek közül először 1524-ben a theatinusok rendje jött létre. A ferencesekből 1526-ban kivált a szigorú kapucinus rend. 1530-ban a szegénygondozás és betegápolás áldozatos munkájára megalakult a barnabiták rendje. Ugyanekkor jött létre az új szellemű lánynevelést feladatául választó orsolyiták rendje. 1540-ben szintúgy a betegek gyógyítására alakult az irgalmasok rendje. A katolikus megújhodás és az ennek nyomába lépő ellenreformáció legfőbb eszköze azonban a spanyol eredetű jezsuita rend lett. Alapítását III. Pál pápa 1540-ben hagyta jóvá.
III. Pál (1534–1549) mivel az ellenreformációban csak adminisztratív feladatot látott, életét szinte kizárólag az inkvizíciónak szentelte. 1542-ben az eretnekségekkel szemben létrehozta a Szent Officiumot, amely hit- és erkölcsvédelmi hatóságként és törvényszékként is működött.
III. Pál még bíborosként teljesen világias, reneszánsz életvitelt folytatott, ágyasai, elismert gyermekei voltak. Még bíborosként építeni kezdett palotája, a Palazzo Farnese ma is Róma ismert épületei közé tartozik. Pápai uralmát mértéktelen nepotizmus jellemezte. Két unokáját még gyermekkorukban emelte a bíborosi kollégiumba. 
1545-ben a reformáció ellen összehívta a tridenti zsinatot (1545–1563). Ez a katolikus egyház bel- és küléletére nézve az egyik legfontosabb egyetemes zsinat volt.
A tridenti zsinat III. Pál, III. Gyula és IV. Pius pápa alatt megfogalmazta a protestáns reformációra adott katolikus választ. A zsinat 1563-ban a pápai főhatalom egyházon belüli megerősödésével ért véget. A tanácssorozat máig ható eredményei a következőkben foglalhatók össze : 
- a katolikus dogmák végleg elkülönültek a protestánsoktól, ekkor nyerték el mai formájukat
- a hierarchiát megszilárdította és véglegesítette
- a szemináriumok felállításával biztosította az egyház jövőjét.

A Vatikán 1557-ben IV. Pál alatt kiadta az első római indexet, a tiltott könyvek listáját, de ezt ezután nem tisztázott okokból vissza is vonták. 1559-ben átdolgozva jelent meg újra.
V. Piusz 1566-ban kiadta a papság számára a római katekizmust, és 1568-ban a megreformált római breviáriumot. A római miserítus végleges kialakulását és egységesítését jelentette, hogy az 1570. évi Quo primum  kezdetű bullájával a katolikus egyházban mindenhol kötelezővé tette az általa ekkor kiadott római misekönyv használatát. II. Fülöppel együtt teljes egyetértésben áldását adta az inkvizíció rémuralmára Spanyolországban és Itáliában. Franciaországban V. Piusz a hugenottákkal való leszámolást sürgette. 
Az ellenreformáció korának első fele Nyugat-Európában a nagy felekezeti viszályok időszaka volt. A háborúk egy időben zajlottak Franciaországban, Németalföldön, Skóciában és Angliában, és szoros összefüggésben álltak egymással. Franciaországban brutális vallásháború folyt.
XIII. Gergely folytatta a tridenti zsinat rendelkezéseinek elterjesztését. Támogatta a katolikusok fegyveres harcát a protestánsok ellen Franciaországban és Hollandiában. Az eretnekek és a hitetlenek elleni küzdelemben a jezsuitákra támaszkodott, akik térítőtevékenységet végeztek Ázsiában és Brazíliában is.
1582-ben bevezette a róla elnevezett Gergely-naptárt. Ez a ma érvényben lévő naptárrendszerek közül a legelterjedtebb. Az időszámítás kezdetét Krisztus születéséhez igazították.
V. Szixtusz pápa rövid uralkodása alatt (1585–1590) a megújhodott pápaság hatalma és tekintélye csúcspontját érte el. Az általa megszervezett vatikáni államtitkárság szervezetén egészen az 1960-as évekig nem kellett változtatni.
Szixtusz megfékezte a banditizmust az egyházi államban. Nagy örömét lelte az építkezésekben és átfogó tervek alapján hozzáfogott Róma átépítéséhez. Nála fejezték be a Szent Péter-bazilika kupoláját. 1586-ban a Szent Péter tér mértani középpontjába helyeztette át az Egyiptomból származó ókori obeliszket, amely korábban a Vatikáni-dombon levő Néró cirkuszában  állt. Ideje alatt vált Róma végleg barokk várossá és nyerte el mai formáját.  
Szixtusz után rövid életű pápák következtek. 1598-ban VIII. Kelemen közvetítésével véget ért a francia-spanyol vallásháború, és ezzel ismét helyreállt az európai politikai egyensúly, a pápaság pedig felszabadult a spanyol függőség alól. A pápa francia támogatással elérte, hogy Ferrara az Este-dinasztia után a pápai állam részévé vált. 1597-ben viszont elvesztette Modenát és Reggiót. (Ettől kezdve egészen 1791-ig a pápai állam változatlan határok között állt fenn.)
Pápák listája a 16. században :
A névre kattintva bővebb információ jelenik meg az adott pápáról.

### 17. század

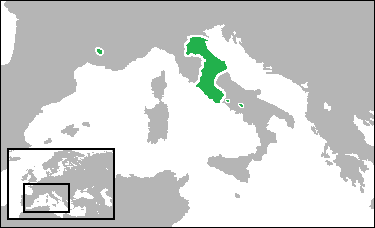
A pápai állam és a hozzá tartozó enklávék (zöld színnel) 1700-ban

A földrajzi felfedezéseknek köszönhetően a keresztény világ villámgyorsan terjeszkedett, de a 17. század derekáig még Európát a vallás jelszavával induló háborúk mozgatták meg, amelyeket gyűjtőnéven harmincéves háborúnak nevez a történelemírás. A szemben álló felek nem felekezetek, hanem politikai érdekközösségek szerint alakultak ki, bár a harc a vallás ürügyén folyt. Az összecsapás Itáliától északra tolódott és Németországot pusztította el. A harmincéves háborút lezáró vesztfáliai béke az első olyan, a keresztény Európa nagyobb részére kiterjedő megegyezés volt, mely (a korábbi századokkal szemben) figyelmen kívül hagyta a pápa döntőbírói, közvetítői szerepét. A század második felében Nyugat-Európa a XIV. Lajos király alatt megerősödött Francia Királyság befolyása alá került, és a pápaság fokozatosan elveszítette korábbi jelentőségét.

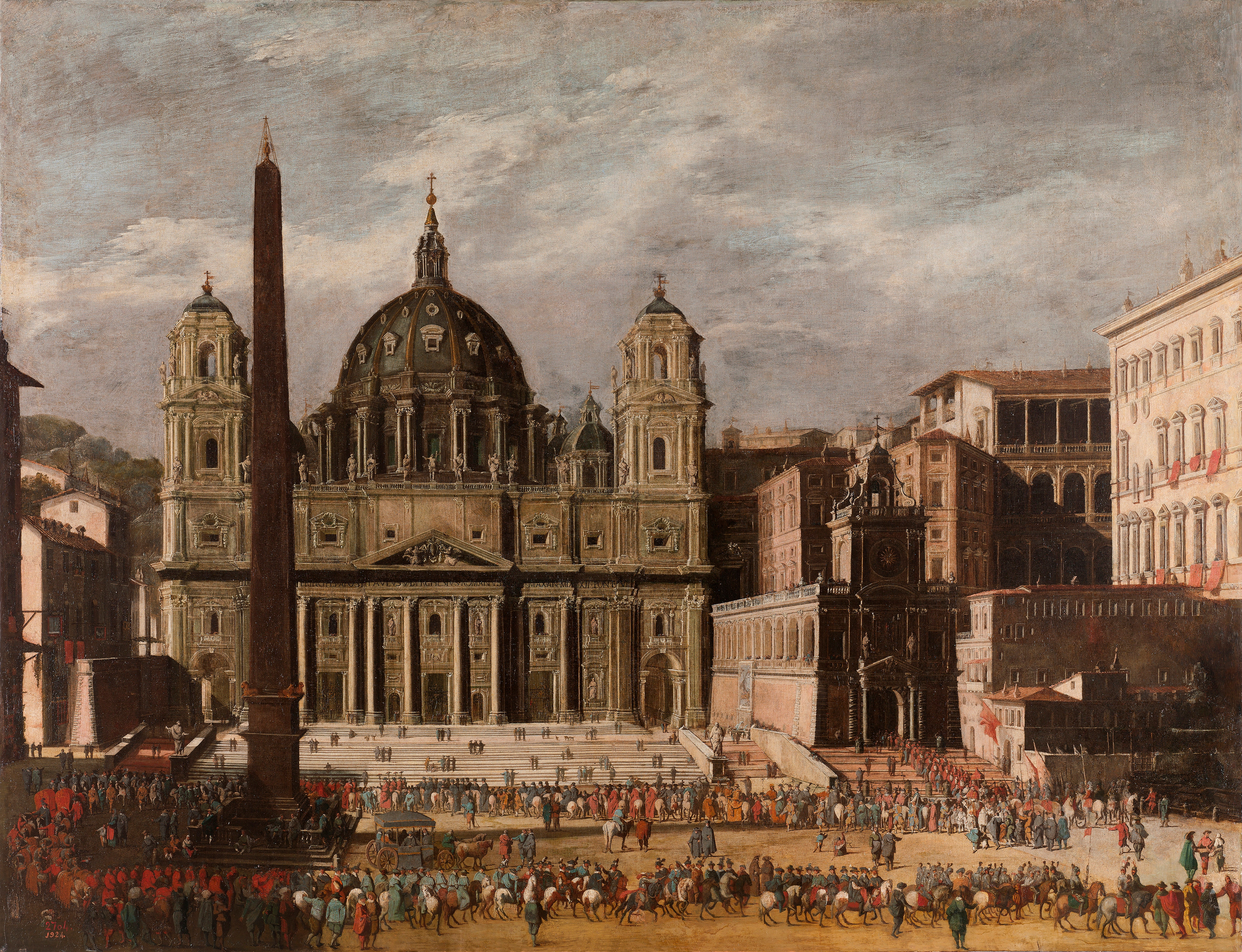
A Szent Péter-tér, balra az obeliszk, háttérben a Szt. Péter-bazilika (1630 körül)

A harmincéves háború első időszakában V. Pál (1605–1621) az ellenreformáció érdekében hatalmas összegekkel támogatta a császárt a protestánsok ellenében. 1613-ban elítélte Franciaországot, amiért az nem enged római beleszólást a francia egyház belügyeibe (ezt a gyakorlatot gallikanizmusnak nevezték). 1614-ben a francia király egy nyilatkozattal válaszolt, melyben közölte, hogy hatalmát Istentől kapta, és a tridenti zsinat dekrétumait nem engedi bevezetni az országában. V. Pál külpolitikai kudarcát ellensúlyozta, hogy sokat tett Róma megszépítéséért.
Giordano Brunohoz hasonlóan, aki 1600-ban egy római máglyán végezte, eretnekség vádjával Galileo Galilei ellen is pereket indítottak (1616, 1633), betiltották a könyvét, őt pedig megeskették, hogy többé nem védi a heliocentrikus rendszert. A történelmi visszhangot kiváltó eseményeket a köztudat az egyház és a tudomány összecsapásaként őrizte meg.

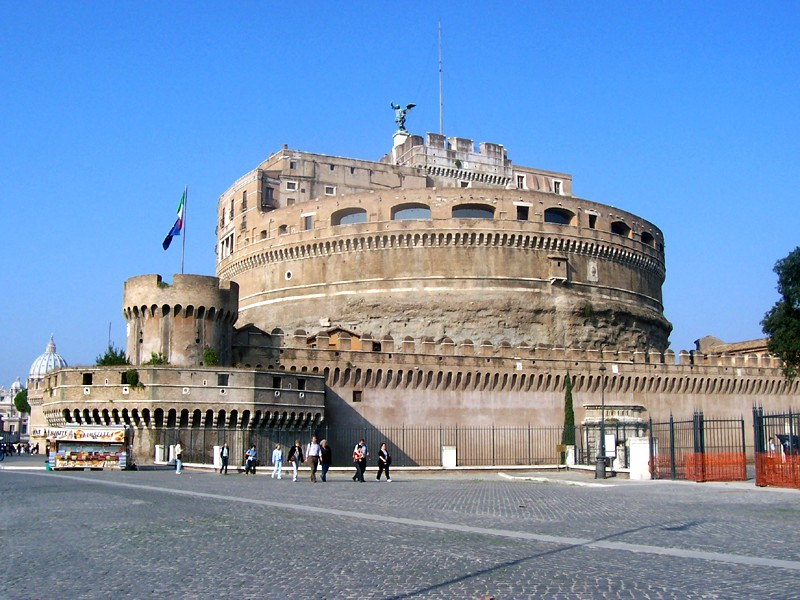
Az Angyalvár és környéke napjainkban

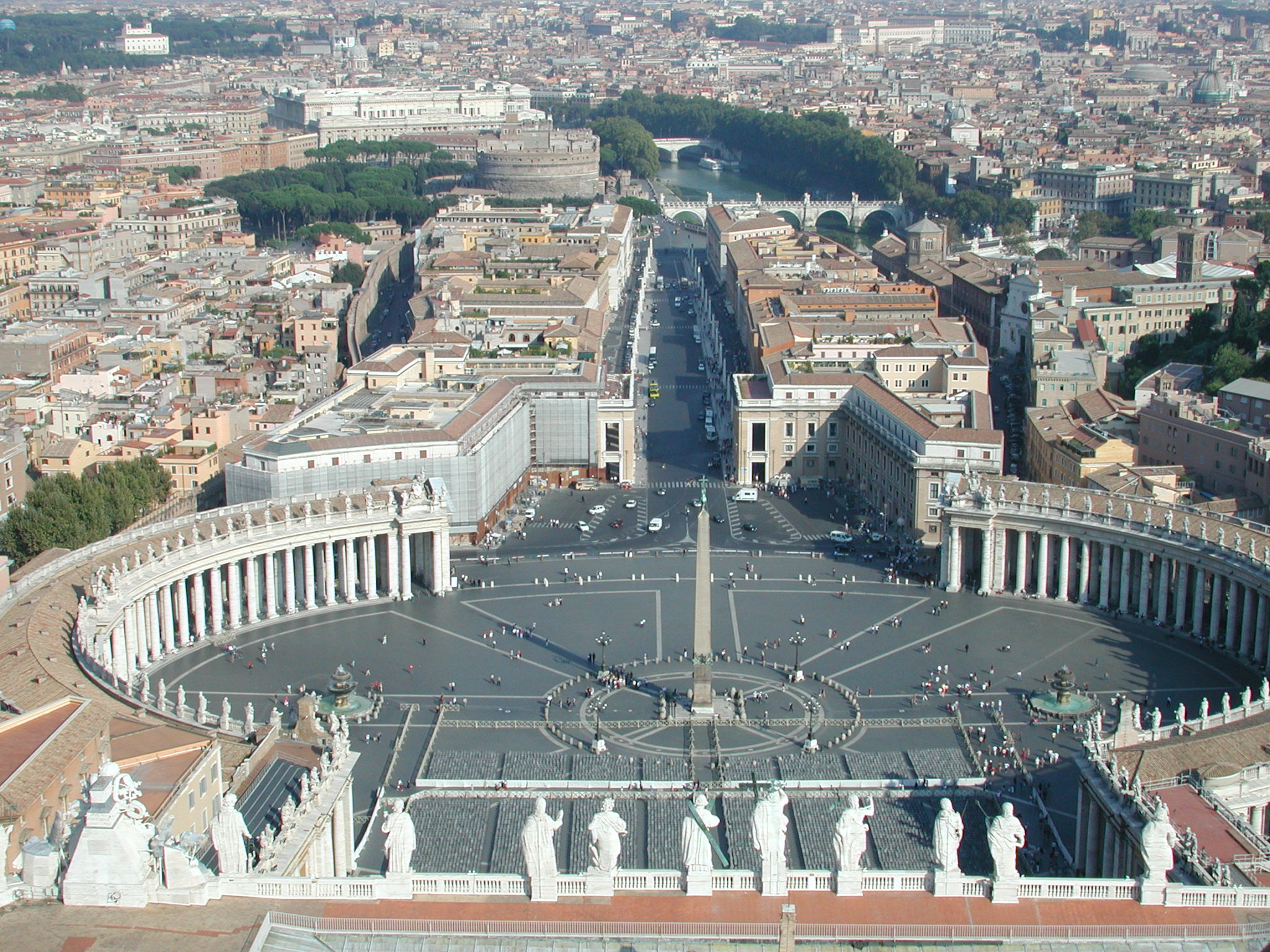
Jézus, Keresztelő János és a 11 apostol szobra (Júdás nincs köztük) néz le a Szent Péter-térre. Róma a 16. század végén vált barokk várossá és nyerte el mai formáját

XV. Gergely volt az első pápa, aki jezsuita nevelésben részesült. Rövid uralkodása alatt újraalapította a (VIII. Kelemen által létrehozott) Hitterjesztési Kongregációt (1622), amely összehangolja és irányítja az egyház világszerte folyó missziós tevékenységét. A kongregáció a jezsuiták kezébe került, aki a „pogányok” közötti misszióban az élen jártak, és a helyi szokásokhoz alkalmazkodva terjesztették a katolikus keresztény vallást. Tevékenységük Amerika mellett kiterjedt Ázsiára és Afrikára is.  XV. Gergely nevéhez fűződik az egyik legjelentősebb tanítórend, a piaristák (Kegyestanítórend) 1621-ben történő jóváhagyása is.
Az európai vallásháború közepén VIII. Orbán pápa (1623–1644) gyökeresen szakított elődei politikájával, és egyértelműen Franciaország mellé állt. Richelieuval összefogott a Habsburgok ellen, maga is hadi készülődésbe kezdett. Az egyházi államban várakat, erődítményeket építtetett, Tivoliban lőszergyárat létesített.  Megerősítette az Angyalvárat és fallal vette körül a Vatikánt. 1626-ban felavatta az új Szent Péter-bazilikát. 1634-es bullájával a boldoggá és szentté avatást a pápa kizárólagos jogává tette. Családtagjait elhalmozta javakkal és tisztségekkel. Nepotizmusa sok bajt okozott. Kimerítette a pápai kincstárat és romba döntötte az egyházi állam pénzügyeit. Először ő ítélte el a janzenizmust, 1642-ben.
A 17. század közepén a lezáródó vallásháborúk eredményeként a katolikusok és a protestánsak egyenrangúak lettek. A pápai primátust egy-másfél századdal korábban még egyetemesen elismerő katolikus Európában három vallási szféra keletkezett:
- Ahol a pápa szellemi és egyházfői hatalmát nem vonták kétségbe: Itália, Spanyolország, Portugália – a katolikus világ
- Ahol a katolicizmus és a protestantizmus együtt élt: Franciaország, Németország és Magyarország, ahol a Tridentinum határozatait sohasem valósították meg teljesen – ez a vegyes szféra
- Ahol a pápai hatalmat tagadták: a protestáns világ. Ennek semmiféle nexusa sem volt a pápasággal.

A század derekától már nincs a társadalmat felforgató ereje a vallásügynek. A hit fokozatosan a magánélet szférájába vonult vissza. Az ellenreformáció harcos katolicizmusa megmerevedik és kifullad, az egyház és a pápaság a koreszmékkel szemben defenzívába szorul. 1660 táján a pápaság gyors hanyatlásnak indul. A kétségtelen részeredmények sem tudták megakadályozni a pápaság szellemi és politikai hatalmának belső megbomlását. 
Az 1659-es pireneusi béke már a pápaság mellőzésével jött létre a két katolikus hatalom, Franciaország és Spanyolország között. Ez egyértelműen jelezte Rómának, hogy nem tekintik többé a katolikus világ politikai központjának. 
A modern államhatalom és az egyház szoros összefonódása, az államegyháziság elve – a gallikanizmus és a jozefinizmus – a pápák szemében eretnekség volt. Ugyanennek a folyamatnak a pápaságot belülről támadó jelentkezése volt a dogmák terén a janzenizmus, az egyházkormányzati téren pedig az episzkopalizmus (febronianizmus). 
A római pápákkal először a „legkatolikusabb király”, XIV. Lajos francia király korlátlan állami abszolutizmusa belpolitikailag (gallikanizmus), és európai hegemóniája külpolitikailag tudatta az új kor megérkezését. A kor pápái gyengének és szürkének bizonyultak ahhoz, hogy a Napkirály árnyékából kilépjenek. 
XI. Ince idején, 1682-ben XIV. Lajos kibocsátotta a pápa hatalmát erősen korlátozó, ún. „gallikán cikkelyeket” tartalmazó nyilatkozatát, 1688-ra pedig Franciaország eljutott az egyházszakadás szélére.
A 17. század legjelentősebb pápája kétségkívül XI. Ince volt (1676–1689). XI. Incét mély vallásosság és puritanizmus jellemezte. A reumás és gyomorbajtól kínzott pápa remete maradt Szent Péter trónján is. Felszámolta a nepotizmust, és takarékos pénzügyi intézkedéseinek eredményeképp az államháztartás hiányait megszüntette, az üresen kongó pápai kincstárat megtöltötte. 
A határozott franciaellenesség XI. Incét osztrákbaráttá tette. Hatékonyan támogatta a Habsburgok törökellenes háborúit is. 1683-ban, amikor a török már Bécset ostromolta, jelentős pénzösszegekkel sietett Lipót segítségére. Keresztes hadjáratnak nyilvánította Magyarország felszabadítását; így 1686-ban felszabadult Buda vára.
A XI. Incét követő pápák fokozatosan felszámolták a franciaellenes római politikát. 
XII. Ince (1691–1700) fellépett a kúriában előforduló visszaélések ellen, takarékos gazdálkodást vezetett be a pápai udvarban, és jótékony intézményeket hozott létre a szegények gondozására. 1692-ben dekrétumával megtiltotta, hogy a pápák bármelyik rokonuknak földet, hivatalt vagy javadalmat adományozzanak.
Pápák listája a 17. században :

### 18. század
A 18. század pápáira a jelentéktelenség árnyéka vetült. A világ és az egyház útjai elváltak, és a pápaság válaszúthoz érkezett – egyelőre képtelen volt lemondani csökkenő világi hatalma maradékairól, de még nem tudott tisztán lelki erővé alakulni.
A pápaság hosszú történetének talán egyik századában sem került olyan mereven szembe a korral, mint a nagy francia forradalomba torkolló felvilágosodás századában. A 18. században a pápaság állandó védekezésre szorult; politikailag a felvilágosult abszolút monarchiák ellenében, szellemileg a racionalizmust és az általános szekularizációt végleg diadalra juttató felvilágosodás polgári eszméivel szemben. A felvilágosodás észkultusza nem Isten, a hit ellen, hanem az azt szerintük eltorzító intézmény, az egyház ellen irányult. Voltaire szerint „ha Isten nem volna, ki kéne találni”, de a pápaságra és az egyházra átkot kiáltott: „tiporjátok el a gyalázatost!”
XI. Kelemen pápa uralkodásának nagy részét (1700–1720) a spanyol örökösödési háború kísérte végig. A pápaság több hűbérbirtokát, köztük Szardíniát és Szicíliát új uralkodók kapták meg, anélkül hogy erről a pápát megkérdezték volna. A Kínában tevékenykedő jezsuita és domonkos misszionáriusok régóta vitatkoztak azon, hogy a térítés megkönnyítése érdekében szabad-e adaptálni a kínai hiedelmeket és ceremóniákat. Kelemen a katolikus tanok csorbíthatatlansága mellett foglalt állást. Elődeinél határozottabban fellépett a janzenizmus ellen, mert ebben most már az államhatalomra is számíthatott. 

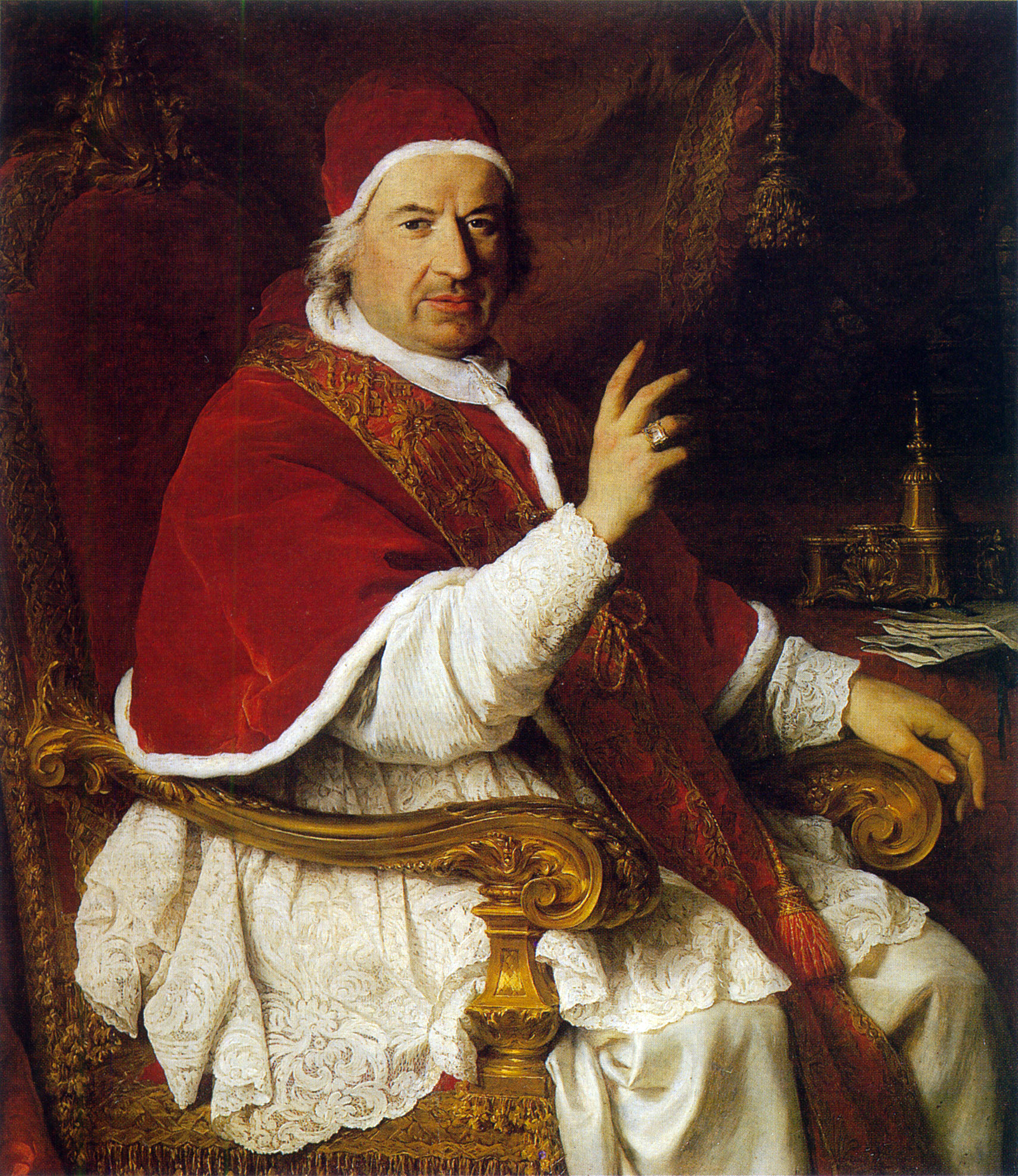
XIV. Benedek (1740–1758)

1738-ban XII. Kelemen az „In eminenti apostolatus” bullájában kiközösítés terhe mellett megtiltotta a katolikusoknak, hogy a szabadkőműves szervezetekhez csatlakozzanak, vagy bármilyen módon segítsék őket.
XII. Kelemen halála után az újkori pápaság történelmének leghosszabb konklávéja következett. A hat hónapnyi huzavonából végül a század egyetlen jelentős pápája került ki győztesen, aki a XIV. Benedek (1740–1758) nevet vette fel. Ő volt a történelem egyik legműveltebb pápája, a tudományok támogatója. Négy akadémiát hozott létre Rómában, amelyek mindegyikét a kor legkitűnőbb tudósai látogatták. 80 ezer kötetes magánkönyvtárát Bologna tudományos intézetére hagyta. Az egyetlen pápa volt a korban, aki felismerte a korszellemhez való alkalmazkodás szükségességét és engedett a merev elzárkózásból. Pontifikátusa alatt vált Róma az itáliai janzenizmus központjává. XIV. Benedek nem a kiátkozást, hanem a párbeszédet választotta a felvilágosodással szemben is. Ezért tudhatta barátjának Voltaire-t, akivel szoros kapcsolatot tartott. 
1758-ban a király elleni merénylet ürügyén Portugáliában kirobbant a jezsuitaüldözés, amely a többi Bourbonok uralta katolikus államban folytatódva 1773-ban kikényszerítette XIV. Kelementől a jezsuita rend feloszlatását.

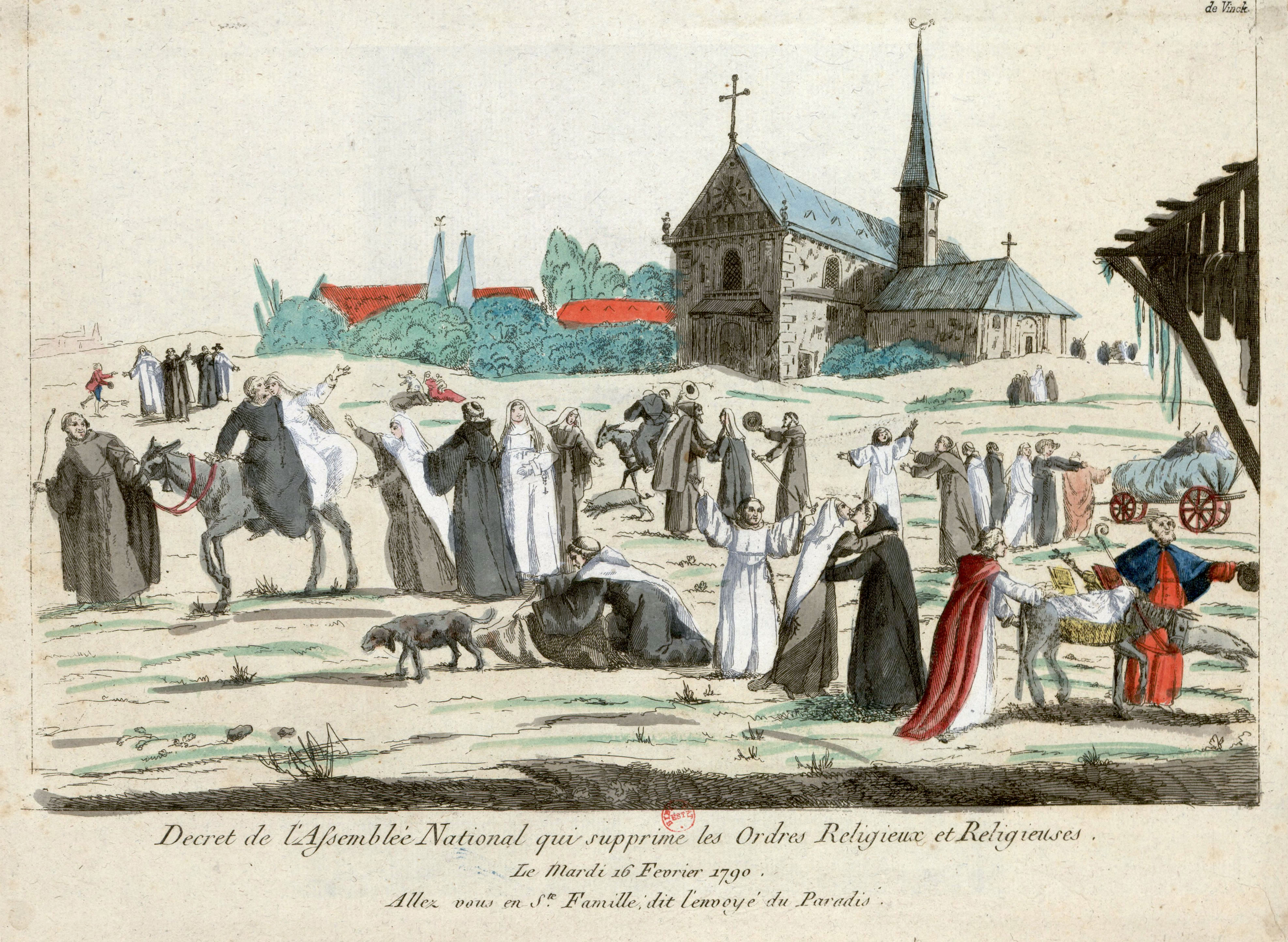
Korabeli karikatúra: francia szerzetesek és apácák élvezik újdonsült szabadságukat az 1790. február 16-ai rendelet után. A francia forradalom vallásellenes volt, és a klérust megfosztották vagyona és földjének nagy részétől

A pápaság mereven elzárkózott az egyházon belüli reformtörekvések elől. Ezek közül a legjelentősebb a janzenista indíttatású febronianizmus volt. A mozgalom alapítója, Johann von Hontheim trieri érseki helynök 1763-ban kiadta művét, melyben kifejtette, hogy a pápa primátusa csak tiszteletbeli, az egyetemes zsinat a pápa felett áll, a püspököknek az egyházmegyéjükben korlátlan hatalmuk van, bár a pápával egységben kell lenniük. Az egyház megújításának útja az ősegyház rendjéhez való visszatérés, a pápa és a kúria bitorolt jogait, mellyel a világi dolgokba avatkoznak, fel kell számolni.
A század végén a pápaság történetében új korszak kezdődött. Kezdetben úgy tűnt, nem sok minden változott: XIV. Lajos helyett Napóleon próbálta befolyása alá vonni a pápaságot. Két nagy jelentős esemény azonban átformálta a világ és vele együtt a pápaság arculatát: a francia forradalom és a kibontakozó iparosodás. Fokozatosan a materializmus lett a korszerű világnézet.
Bonaparte Napóleon 1796-os első itáliai hadjárata során több csatában megverte az osztrákokat és behatolt az egyházi állam északi területeire is. A pápa a fegyverszüneti megállapodás jegyében lemondott Bolognáról, Ferraráról, és átadta a franciáknak Anconát. Emellett 21 millió scudi  hadisarcot fizetett, és a franciák több száz felbecsülhetetlen értékű műkincset vittek magukkal Párizsba. 1797-ben a pápaság 15 millió scudi hadisarcot fizetett és további műkincsek vándoroltak Párizsba. A pápa világi hatalmának nagy részét felszámolták. 1798-ban a francia csapatok megszállták a egyházi államot, a rómaiak pedig kikiáltották a köztársaságot és teljesen megszüntették a pápa világi hatalmát, az aggastyán VI. Piusz pápát pedig a franciák fogságba hurcolták. Utóda, VII. Piusz, akit osztrák segítséggel, Velencében választottak pápává, az angolok, az oroszok és a törökök támogatásával újból bevonulhatott a Vatikánba. 1800-ban a római köztársaságot megbuktatták, és helyreállították az egyházi államot.
Pápák listája a 18. században :

### 19. század
A 19. század már a forradalmak korszaka volt. Az Oszmán Birodalom mellett az egyházi állam lett Európa másik beteg embere. Ezt az anakronisztikus államot az 1820-as évektől már az olasz nemzeti és polgári átalakulást sürgető titkos társaságok és mozgalmak, főleg a carbonarik szervezkedése aknázta alá. Az idegen katonai erővel fenntartott egyházi állam a megcsontosodott konzervativizmus szimbóluma lett.
A pápák elvesztették világi hatalmuk utolsó foszlányait, visszatértek hivatásuk gyökereihez: igyekeztek a hívők nyájának pásztorai lenni.
1801-ben, a lunéville-i békében Napóleon lehetővé tette az egyházi állam helyreállítását a tolentinói határok között, de 1809-ben újra megszüntette az egyházi (pápai) államot; Rómát és környékét Franciaországhoz csatolta. Erre a pápa Napóleont kiközösítette, válaszul Napóleon VII. Piuszt fogságba hurcolta. Csak 1814-ben, a katonai kudarcai hatására engedte vissza a pápát Rómába. 1815-ben a bécsi kongresszus során az egyházi államot – minimális eltéréssel – a korábbi határai között állították helyre, és garantálták nemzetközi jogi védettségét.
VII. Piusz 1814-ben visszaállította a jezsuita rendet, 1821-ben pedig betiltotta a carbonari mozgalmat, de ezzel nem tudta azt megfékezni. Uralkodása alatt Róma ismét a katolikus világ és a művészetek városa lett.
A század derekára XVI. Gergely totálisan szembefordult az alkotmányos jogállammal, a polgári társadalommal és a kialakuló munkásmozgalommal, a szocialista és kommunista eszmékkel. Az egyházat tökéletesnek tartotta, ellensége volt minden reformnak és új dolognak, a carbonárik mozgalmától kezdve a vasutakig. A vasutat a Sátán útjának, míg az akkoriban megjelenő gázlámpás közvilágítást szintén istenkáromlásnak tartotta. Uralkodásának egyetlen pozitívuma, hogy mint a Hitterjesztési Kongregáció egykori vezetője, megerősítette a tengerentúli missziós tevékenységet.
IX. Piusz trónra lépésével az egyháztörténet leghosszabb, 32 évig tartó pontifikátusa vette kezdetét (1846–1878). Uralma a legellentmondásosabbak közé tartozott. Alatta veszett el a pápák világi hatalma az egyházi állam megszűnése révén; de neki sikerült teljessé tenni a pápaság egyházon belüli autoritását. IX. Piusz minden eddiginél merevebben szembehelyezkedett a korral és a koreszmékkel, mégis ő lett a modern kori pápaság megteremtője. Uralma alatt a katolikus egyházon belül a pápai főhatalom teljessé vált, és olyan új centralizmus alakult ki, amelynek révén a pápaság egyházon belüli befolyásának tetőpontjára érkezett.

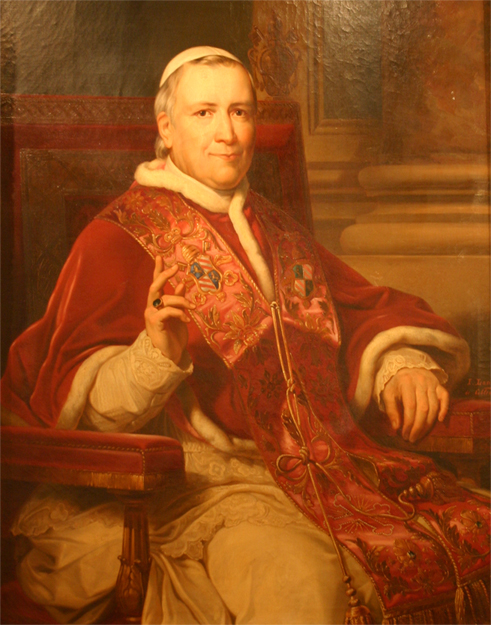
IX. Piusz, a csalatkozhatatlan pápa

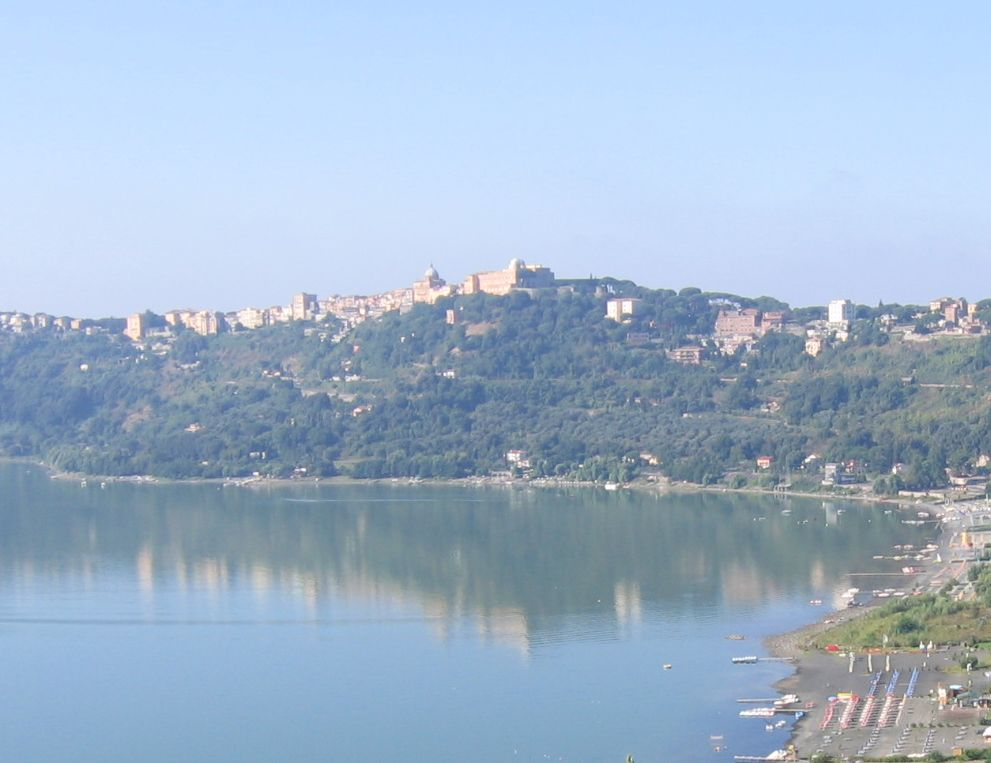
Castel Gandolfoban található a pápák nyári rezidenciája

IX. Piusz 1846-ban kiadta első állásfoglalását az „elátkozandó ún. kommunista tanok” ellen. A laicizálódás és vallástalanság megállítására a Mária-tisztelet felelevenítését tartotta alkalmasnak. Szűz Mária tiszteletét fokozta az 1858-as lourdes-i csoda, Mária megjelenése a pásztorlánynak (Bernadette Soubirous).
Az 1859-1860-as év fordulóján az Egyházi Állam nagyobb része kimondta csatlakozását Piemonthoz. IX. Piusz az egyházi állam „elrablóit”, így a piemonti királyt is kiátkozta az egyházból. Ennek azonban már semmi foganatja nem volt. 1860-ra az egyházi állam már csak Rómára és a város körüli területekre korlátozódott. A megmaradt állam belső rendszere pedig annál korruptabb és retrográdabb lett, minél inkább közeledett a véghez. Itáliában pedig tovább folyt az állam és az egyház szétválasztása. Az új, liberális polgári nemzetállam antiklerikális törvényeket hozott, az egyházi javakat szekularizálta.
1869-ben IX. Piusz megnyitotta az I. vatikáni zsinatot. 1870-ben a zsinat 4. ülésén elfogadták a „Pastor Aeternus” dogmatikai konstitúciót, amely többek között kimondta a pápai tévedhetetlenség dogmáját. A konstitúció a gallikanizmussal és az episzkopalizmussal szemben kimondta a pápai legmagasabb jurisdictiót (joghatóság) az egyetemes egyház felett, a hit, az erkölcs, a tanítás és az egyházkormányzat minden területén.
„Aki azt mondja, hogy a római pápát csak a felügyelet és a hivatal elsősége illeti meg, nem pedig a teljes és legfelsőbb jurisdictio az egész Egyház felett, és pedig nemcsak a hit és erkölcs dolgaiban, hanem a fegyelem és a kormányzat minden egyes ügyében, bárhol a földön; vagy azt mondaná, hogy ő csak jelentékeny részét birtokolja ennek a hatalomnak, azonban nem a legfelső hatalomnak teljességét; vagy azt mondaná, hogy a hatalom az ő számára nem természetes és nem közvetlen és nem terjed ki minden egyes hívőre és keresztény közösségre, minden egyes és bármely rendű papra: az legyen kiközösítve az Egyházból!”
Még ugyanebben az évben (1870) a francia csapatok elhagyták Rómát, a várost pedig fővárosként bekebelezték az Olasz Királyságba, ezzel megszűnt a Pápai (Egyházi) Állam, az ókatolikusok pedig kiváltak az egyházból, mert elutasították a pápai tévedhetetlenség tanát.

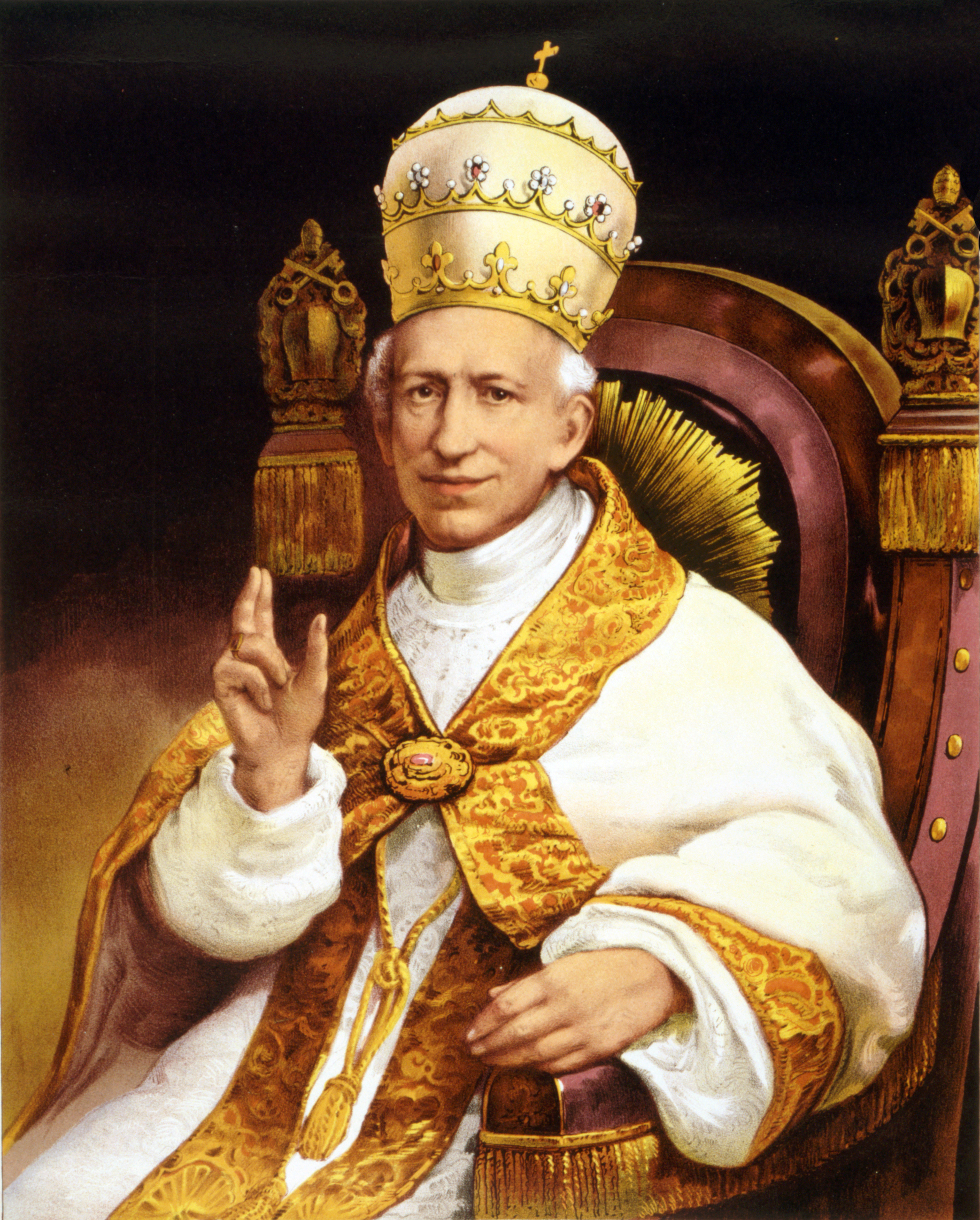
XIII. Leó

Az olasz parlament 1871-ben kimondta a pápának a világi hatalomtól való megfosztását. A törvény elismerte, hogy az egyetemes egyház feje a pápa, személyének sérthetetlenségét garantálta, és biztosította teljes egyházfői szuverenitását. A pápa és a Kúria székhelyének a pápai palotákat – a Vatikánt, a Lateránt, valamint Castel Gandolfót – jelölték ki. Kárpótlásul a Kúria fenntartására akkora pénzösszeget ajánlottak fel, amely összeg megfelelt a Kúria személyi kiadásainak.
IX. Piusz bezárkózása – eszmeileg a csalatkozhatatlanság dogmájába, gyakorlatilag pedig a Vatikán falai közé – teljessé tette a polgári társadalomtól való elzárkózását.
A pápaság elválása a múlttól és kötődése a történelmi jelenhez a 19. század legjelentősebb pápája, XIII. Leó (1878–1903) uralkodása alatt történt meg. Így a pápaság ismét szellemi világhatalom lett, és ennek révén a nemzetközi politika fontos tényezőjévé válhatott, bár ezt fél évszázadig korlátozta az olasz nemzeti állammal szembeni ellenséges magatartása.
XIII. Leó jelentős körleveleket szentelt a politikai problémáknak: az egyház és a modern kultúra összehangolása (Inscrutabili Dei consilio), az emberi szabadságjogokról (Libertas praestantissium), a pusztító ragálynak nevezett kommunizmus ellen (Quod apostolici muneris), az állampolgári kötelességekről (Sapientiae christianae), a keresztény demokráciáról (Graves de communi); 1891-ben pedig kiadta a Rerum novarumot: ez volt az első szociális pápai körlevél, fő témája a munkáskérdés volt. Pontifikátusa alatt korszakalkotó volt a modern biblikus tudományok felkarolása, a ferences és bencés rend megreformálása, a vatikáni levéltárak megnyitása, valamint a keresztény bölcselet megújítása (neotomizmus).
XIII. Leó dédelgetett álma volt a keresztény egyházak újraegyesítése a pápai korona alatt. 1879-ben ismét egyesült Rómával az örmény katolikusok egy része. A pápa főleg arra törekedett, hogy a görögkeleti kereszténységet hódítsa vissza. Ezen egység kérdéseit tárgyalta az 1896-ban kiadott Satis cognitum című enciklikája is.
Pápák listája a 19. században :

## Modern kor
A már a korábbi századokban megindult szekularizáció során a politika, a tudomány, a gazdaság, a nevelés, a művészet stb. fokozatosan kiváltak a vallás irányítása alól. A pápák ebben a korszakban az ateizmus elterjedése ellen enciklikákkal és más megnyilvánulásokkal küzdöttek, míg az ezredforduló után már a katolikus hívők elfordulása áll a főszerepben.

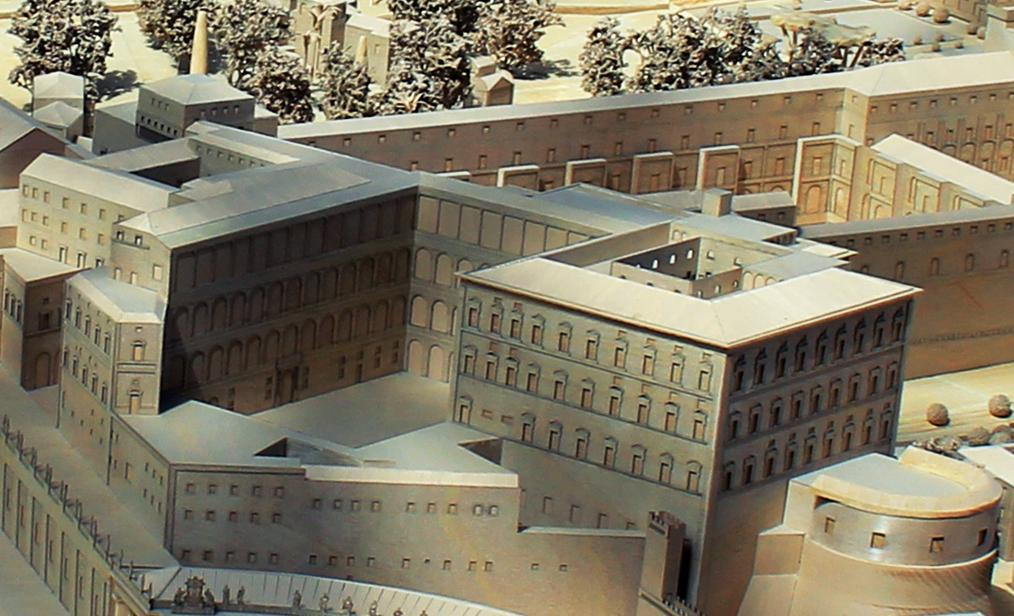
Az Apostoli Palota modellje a Vatikáni Múzeumban

1903 óta a pápák lakhelye egy tízszobás pápai lakosztály az Apostoli Palota legfelső szintjén, amelyet a hagyománynak megfelelően hivatalba lépésekor minden pápa fel szokott újíttatni.
X. Piusz (1903–1914) trónra lépése után élénk reformtevékenységbe kezdett. Első ténykedése az egyházi zene megreformálása volt. A gregorián éneket tette a hivatalos istentisztelet zenéjévé, továbbá a reneszánsz polifónia, főleg Giovanni P. da Palestrina zenéjét tette elsőrendűvé az egyházban; és megújította a breviáriumot is. A laikusok hitéletének elmélyítését egy sor reformintézkedése szolgálta. Ugyanakkor elítélte a liberális katolikus csoportot, és a baloldali eszmékkel kiegyezést kereső francia katolikus mozgalmat (→ Alfred Loisy). 1904-ben elrendelte az egyházjog kodifikációját.
Az I. világháború viharos évei alatt a pápaság – minden igyekezete ellenére – semmiféle befolyást nem tudott gyakorolni a hadviselő felekre, sem pedig a háborút követő párizsi békekonferenciára.
A háború utáni Európában – és azon kívül – az egyes államokhoz való viszonyát konkordátumokkal szabályozta, és ezek létrehozása érdekében korlátozta a keresztény politikai mozgalmakat is.
XI. Piusz (1922–1939) a két világháború közötti korszakot kitevő pontifikátusának célja minden eddiginél retrográdabb gyülekezet létrehozása volt. Kezdetben veszélyesebbnek tartotta a kommunizmust a német nemzetiszocializmusnál. A fasizmus tette lehetővé 1929-ben a római kérdés megoldását, de ez vezetett a német katolikus mozgalmak felszámolásához is. 1937-ben kelt enciklikájában elítélte a nemzetiszocializmust és az árja fajelméletet, majd az ateista kommunizmust is.
A II. világháború éveiben XII. Piusz (1939–1958) sokat vitatott pápasága – a semlegesség deklarálása mellett – hallgatólagosan a fasiszta hatalmak szovjetellenes háborúját helyeselte, de közelről sem tekinthető a fasiszták szövetségesének. Sokat tett Róma zsidó lakosainak elbújtatásáért, de nem tiltakozott az európai zsidók koncentrációs táborba hurcolása és megsemmisítése ellen.

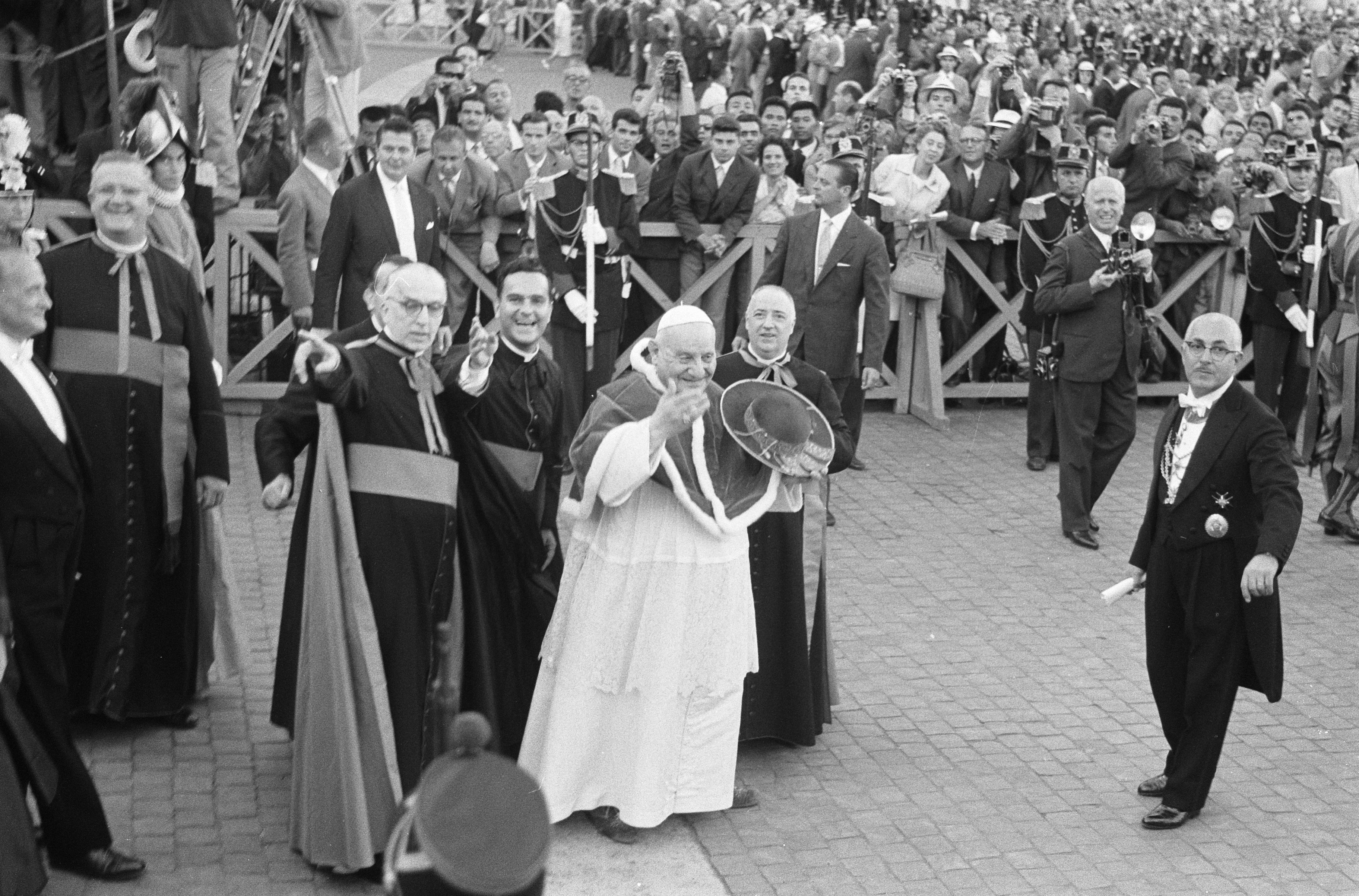
A karizmatikus, mosolygós XXIII. János 1960-ban

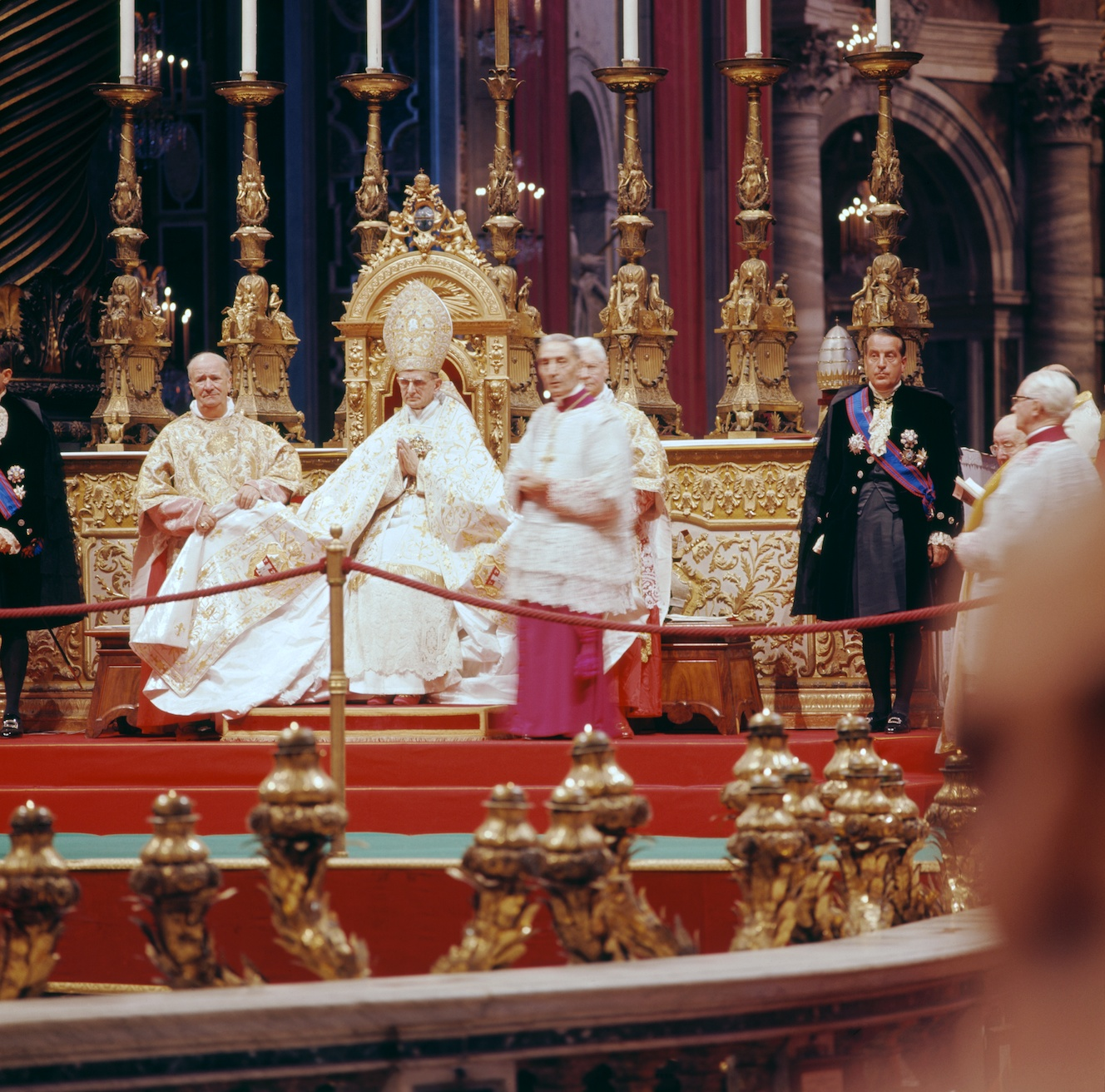
VI. Pál pápa a második vatikáni zsinaton (1963)

Az 1945 utáni új történelmi körülmények között XII. Piusz egyre radikálisabb szembefordulása a haladó eszmékkel az egyházon belül is megmerevedéshez, a modern teológiai irányzatok elutasításához vezetett. Humani generis nevű enciklikájában szembeszállt a fejlődéselmélettel, az egzisztencializmussal, a historicizmussal, amelyek idegenek voltak a keresztény felfogás számára. Teológiai téren a legnevezetesebb lépése a Mária-tisztelet továbbfejlesztése volt. Dogmaként jelentette ki Mária testi mennybemenetelét. Eszerint Szűz Mária a halála után nemcsak lélek, hanem test szerint is mennybe vitetett. (Munificentissimus Deus)
Egy erősen centralizált hatalmat épített ki az egyházban, aki a római kúria hivatalain, illetve bíborosain keresztül abszolút monarchiaként kormányozta a katolikus egyházat, egyre több püspöki jogkört is magának tartva fenn.
1958-ban XXIII. Jánossal (1958–1963) és az általa összehívott reformzsinattal (II. vatikáni zsinat) új korszak, új irányzat kezdődött a pápaság és a római katolikus egyház történetében. Az aggiornamento (korszerűsítés, modernizálás) a legjelentősebb változásokat eredményezte a tridenti zsinat óta.
XXIII. János fontosnak tartotta a keleti egyházzal való párbeszédet. Megengedte, hogy katolikus megfigyelők is részt vegyenek a protestáns Egyházak Világtanácsa ülésein. Önmagát pásztornak, a többi keresztény felekezetet pedig „elszakadt testvéreink”-nek nevezte.

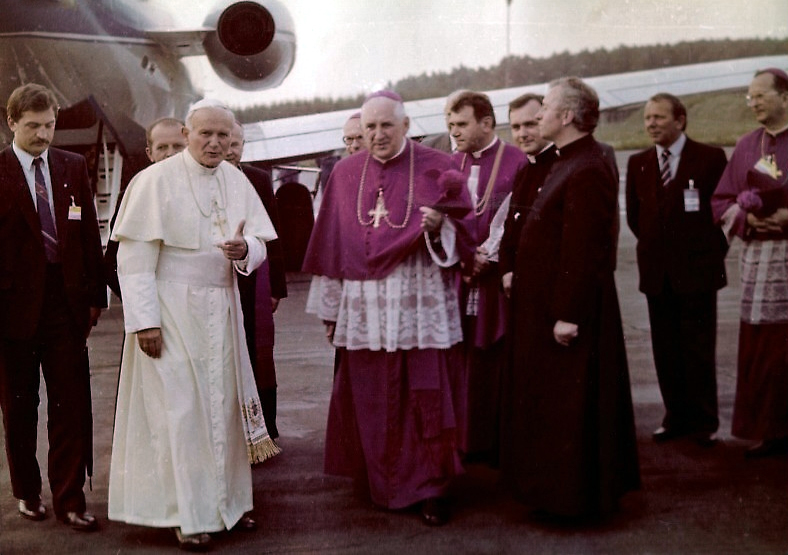
II. János Pál pápa balról, egy lengyelországi látogatásán, 1987-ben

VI. Pál (1963–1978) az egyházi reformok zsinati szellemében történő megvalósítására törekedett, hogy aztán utódai egy megújhodott egyház élén aktivizálódjanak a világban. A legszembetűnőbb változások a liturgiát érintették (Sacrosanctum Concilium konstitúció). A hívek nagyobb mértékben kapcsolódtak be a szentmise és az egyéb liturgikus események ünneplésébe és a misét ezután a nép nyelvén tartották a latin helyett.
A zsinat egyik legfontosabb dokumentuma a Lumen gentium. A konstitúció a triumfáló egyház helyébe a szolgáló egyház fogalmát állította. Helyt adott az egyház vezetésében a püspökök kollegiális testületének a püspöki szinódus felélesztésével.
Elfogadta az egyház és a nem keresztény vallások viszonyáról szóló Nostra aetate kezdetű deklarációt.
Az egyház értékeli a hinduizmusban a mélyreható elmélkedést, az önfegyelmező életformát; a buddhizmusban a megvilágosodás útján történő tökéletességre törekvést; az iszlámban pedig a keresztény vallások sok elemének meglétét. A deklaráció legrészletesebben a zsidó vallással foglalkozik. Rámutat arra, hogy a katolikus egyház az Ótestamentumban gyökerezik, a zsidóságot és a kereszténységet szellemi kapcsolat fűzi egybe.
I. János Pál (1978) bejelentette, hogy a hagyományos tanítás tiszteletben tartásával folytatja a második vatikáni zsinat reformjait. Azonban alig három héttel a beiktatása után szívroham végzett vele.
A bíborosok ezután 456 év óta először egy nem olasz pápát választottak II. János Pál személyében (1978–2005). 1981-ben sikertelen merényletet követtek el ellene. Uralkodása fordulatokban gazdag időszak volt. Lengyelországi utazásai hozzájárultak a kommunizmussal szembeni egységes nemzeti ellenállás kibontakozásához. Ádáz ellenfele volt a divatos erkölcsi relativizmusnak is. Ő volt az, aki szisztematikusan végigvitte a II. vatikáni zsinat valódi megvalósítását, egészen az utolsó pontig. A közvéleményre talán gyakori utazásai tették a legnagyobb benyomást. Több mint 100 utazást tett külföldre, ezzel nagyobb utat járt be, mint az összes addigi pápa. Utazásai alatt színészi képességeit is megcsillogtathatta a vallás szolgálatában. A média érdeklődését az egyház javára fordította. A katolikus egyház XXIII. Jánossal együtt szentté avatta.

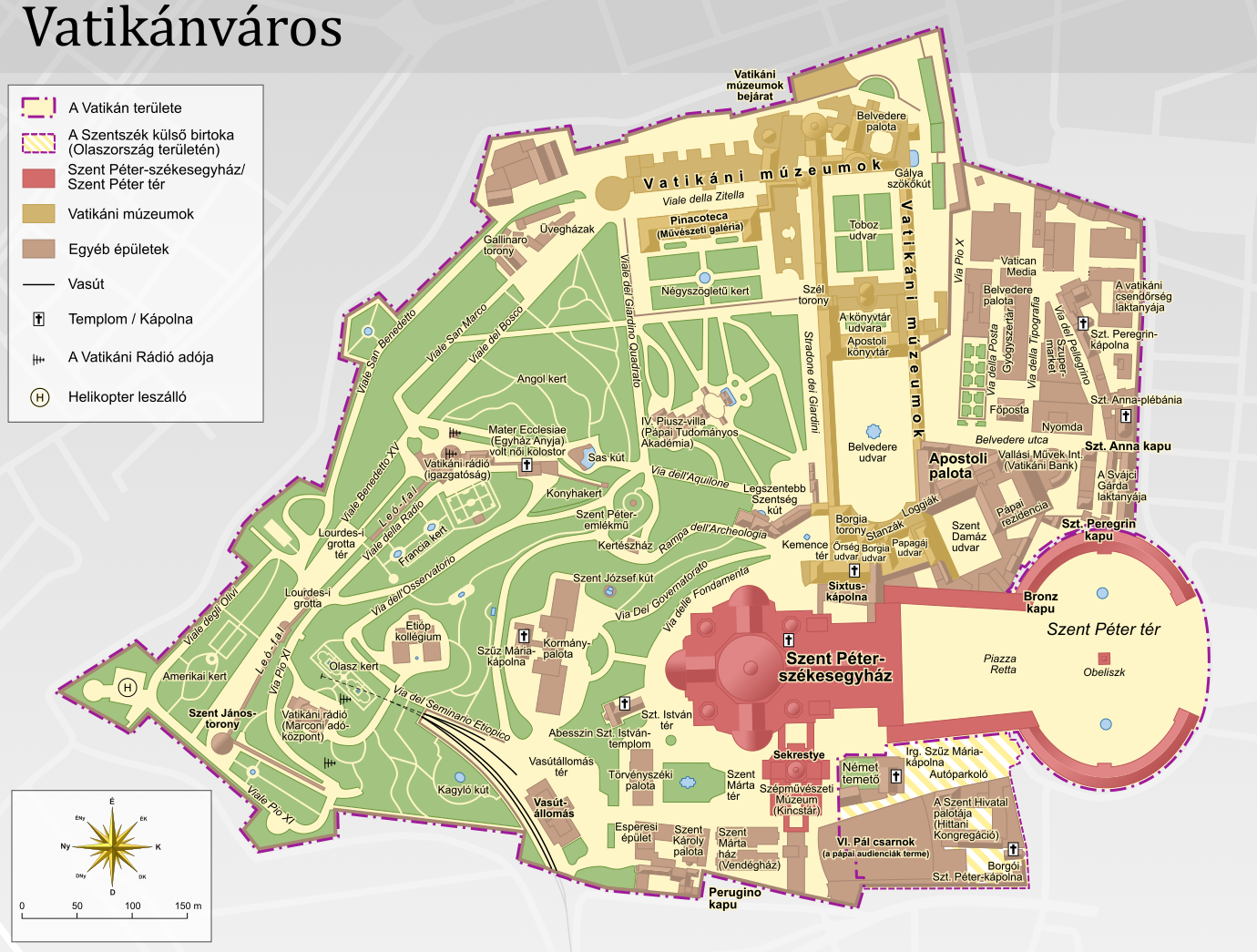
A Vatikánváros térképe

A német származású XVI. Benedek (2005–2013) alatt az egyházat pedofil és vatikáni kiszivárogtatási botrányok rengették meg. Bocsánatot kért a pedofil papok áldozataitól, és kiemelte, hogy az egyháznak felelősséget kell vállalnia az elkövetett bűnökért. Pontifikátusa alatt végig hű maradt konzervatív nézeteihez, ha a női papokról, a fogamzásgátlás tilalmáról vagy a homoszexualitásról volt szó. A Deus Caritas Est nevű első enciklikájában a keresztény szeretetről és az egyházi szeretetszolgálat szerepéről elmélkedett. Idős kora és meggyengült ereje miatt 2013-ban lemondott pontifikátusáról.
Utódja, az argentin jezsuita teológus a Ferenc pápa nevet vette fel (2013–2025).
Ferenc pápát az amerikai-perui Ágoston-rendi teológus követte, aki a XIV. Leó nevet vette fel.
Közel kétezer évvel ezelőtt Jézus ezt mondta Péternek: "őrizd nyájamat" és "legeltesd a juhaimat". A katolikus hagyomány alapján ezzel útjára indította a pápaságot is. A pápaság ettől a pásztori küldetéstől eltávolodva idővel világi nagyhatalommá vált, majd a reneszánszban olasz fejedelemséggé züllött, s végül világi hatalmát elveszítve visszatalált eredeti hivatásához. Így indult neki a 3. évezrednek.
A 20. század elejétől napjainkig :
A névre kattintva bővebb információ jelenik meg az adott pápáról.

## Megjegyzés
1. ↑  A katolikus egyház az 5. századig szinte valamennyi római püspököt szentként tiszteli.
2. ↑  primátus = a püspökök közötti elsőbbség
3. ↑  pontifikátus = pápai rang, pápai kormányzási idő
4. ↑  rabbi = vallási tanító, szó szerint: a „nagy”
5. ↑  az episzkopális szót elsősorban püspöki hierarchiájuk miatt használják
6. ↑  cezaropapizmus = a világi és az egyházi legfőbb hatalomnak egy személyben való egyesítése
7. ↑  A pápa (papa, πάππας) megkülönböztető címet eredetileg magasabb tisztségű keleti klerikusok, főként püspökök használták, az 5. század végétől a római püspökök kizárólag a maguk számára tartották fenn.
8. ↑  az ún. Decretum Gelasii
9. ↑  Róma, Alexandria, Jeruzsálem, Antiókhia és Konstantinápoly.
10. ↑  Amikor a misztériumvallás elterjedt az ókori Itáliában, Caligula császár szállíttatta az egyiptomi Alexandriából Rómába az obeliszket.
11. ↑  A pápai abszolutizmus a művészetet teljesen a szolgálatába állította. Ebben is ellentéte volt a puritán reformációnak.
12. ↑  "Az egyház helyzetéről és a római püspök törvényes hatalmáról"
13. ↑  Egyházak Világtanácsa = a protestáns ökumenikus mozgalom világméretű szerve